# Tarbosaurus
Tarbosaurus is een geslacht van uitgestorven theropode dinosauriërs, behorend tot de groep van de Tyrannosauroidea, dat tijdens het Laat-Krijt leefde in het gebied van het huidige Mongolië.
De eerste fossielen van Tarbosaurus werden ontdekt in 1946. In 1955 werden ze benoemd als een nieuwe soort van Tyrannosaurus: Tyrannosaurus bataar. Later dat jaar kregen andere beenderen de naam Tarbosaurus efremovi. Tarbosaurus betekent 'alarmerende sauriër'. In 1965 werd begrepen dat het om dezelfde soort ging, die aldus de naam Tarbosaurus bataar had. Enkele geleerden blijven echter van een Tyrannosaurus bataar spreken omdat de soort binnen de groep van de Tyrannosaurinae nauw verwant is aan de Amerikaanse Tyrannosaurus rex. Er zijn nog vier andere soorten van Tarbosaurus benoemd maar daarvan denkt men nu dat het toch om T. bataar gaat of om heel andere dinosauriërs. Van Tarbosaurus is een groot aantal skeletten gevonden zodat de wetenschappers een goed beeld kregen van de bouw van het dier.
Tarbosaurus was een reusachtig roofdier dat ruim twaalf meter lang kon worden en zes ton zwaar. Hij liep op krachtige achterpoten waarbij de horizontale romp in evenwicht gehouden werd door de staart. De voorpoten waren heel klein. Een gekromde en zwaar gespierde nek droeg een langwerpige schedel, uitgerust met lange tanden. Misschien joeg Tarbosaurus voornamelijk op wat snellere plantenetende Hadrosauroidea. Omdat zijn kop zwaar genoeg gebouwd was om een krachtige beet toe te brengen, kan het zijn dat hij ook gepantserde Ankylosauria doodde. De schedel bleek echter speciaal versterkt om de botsing met heel grote prooidieren te weerstaan, zoals de langnekkige Sauropoda.
Tarbosaurus was warmbloedig en ademde met behulp van luchtzakken. De jongen hadden waarschijnlijk een primitief verenkleed om warm te blijven. Van volwassen exemplaren zijn kleine schubben gevonden. De kleur van Tarbosaurus is nog onbekend.

## Vondst en naamgeving
In 1946 vond een verkennende Sovjet-Mongoolse expeditie naar de Gobiwoestijn in de provincie Ömnögovĭ een fossiel van een grote theropode. In 1955 werd de vondst beschreven door Evgeni Aleksandrowitsj Malejew en benoemd als een nieuwe soort van Tyrannosaurus: Tyrannosaurus bataar. De soortaanduiding is een verschrijving van het Mongoolse woord voor 'held', баатар/baatar, een verwijzing naar Soeche Bator Damdin waarnaar ook de hoofdstad van Mongolië, Oelan Bator, vernoemd is. Het holotype PIN 551-1 is gevonden in een laag van de Nemegtformatie die dateert uit het vroege Maastrichtien, ongeveer zeventig miljoen jaar oud. Het bestaat uit een gedeeltelijke schedel met een reeks wervels uit de achterste nek en voorste rug.

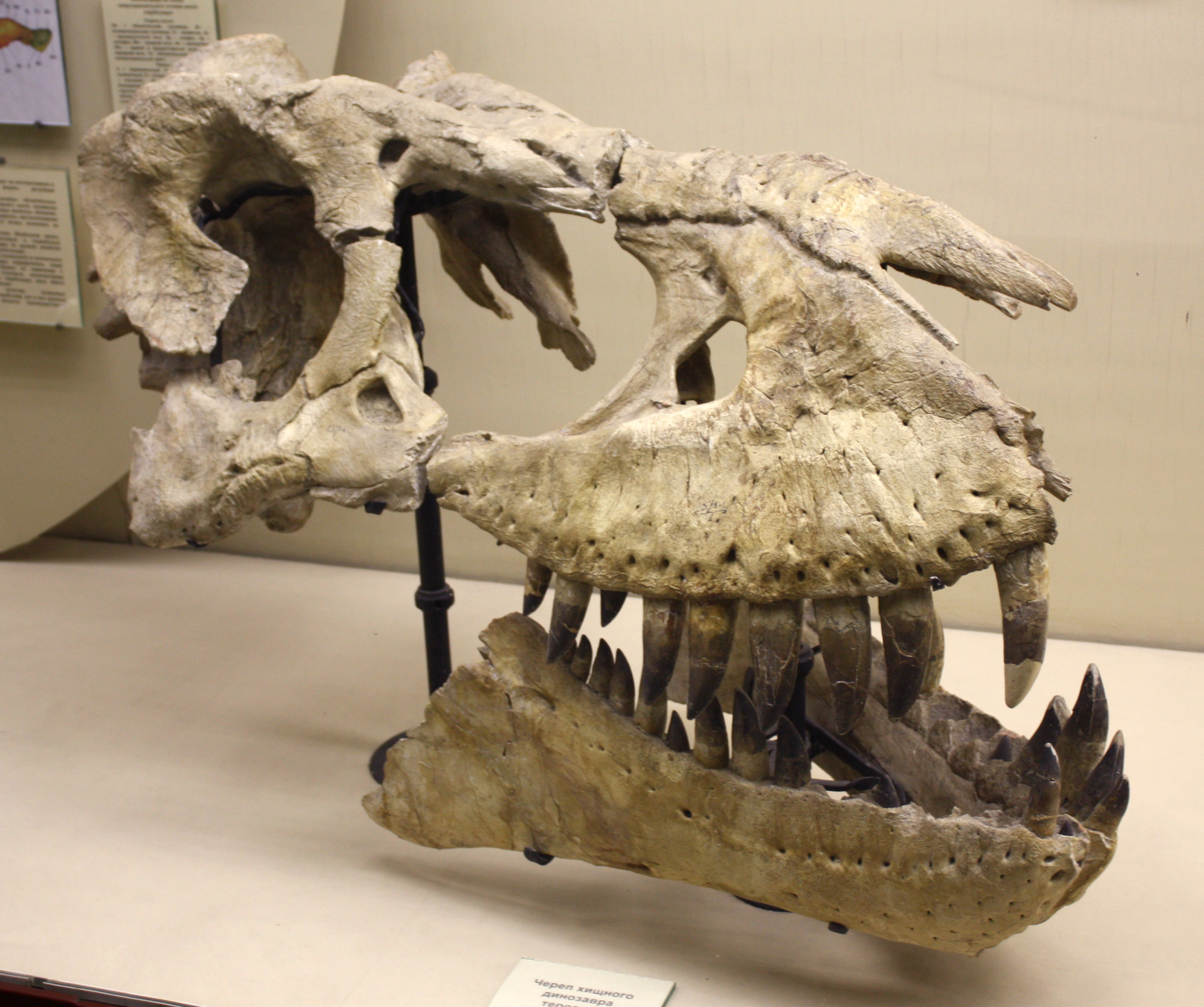
PIN 551-1

Hetzelfde jaar nog benoemde Malejew in een opvolgend artikel drie nieuwe soorten die ook op materiaal van grote theropoden gebaseerd waren, door Sovjet-Mongoolse expedities in jaren 1948 en 1949 in dezelfde formatie gevonden, zij het op verschillende locaties. De eerste daarvan vertegenwoordigde ook een nieuw geslacht: Tarbosaurus efremovi, gebaseerd op specimen PIN 551-2, een schedel met gedeeltelijk skelet. De geslachtsnaam is afgeleid van het Oudgriekse τάρβος, tarbos, 'iets wat alarmerend is'. De soortaanduiding eerde paleontoloog Iwan Antonowitsj Jefremow, die deel uitmaakte van de expedities. De twee andere soorten werden benoemd als nieuwe soorten van Gorgosaurus: Gorgosaurus lancinator, gebaseerd op specimen PIN 553-1, een schedel met onderkaken en een zeer fragmentarisch skelet; en Gorgosaurus novojilovi, gebaseerd op specimen PIN 552-2, een schedel met skelet. Beide nieuwe soorten van Gorgosaurus waren duidelijk kleiner dan Tyrannosaurus bataar of Tarbosaurus efremovi. De soortaanduiding lancinator betekent 'verscheurder' in het Latijn; novojilovi eert Nestor Iwanowitsj Nowozjilow, de geoloog van de expedities. Midden jaren zestig werden deze twee soorten ook wel ondergebracht bij Deinodon of Aublysodon maar dat werd al snel door een nieuwe analyse achterhaald.
In 1965 besefte Anatoli Konstantinowitsj Rozjdestwenski dat het bepaald onwaarschijnlijk was dat dezelfde formatie vier verschillende maar nauw gelijkende roofsauriërs zou herbergen. Hij trok de voor de hand liggende conclusie dat het om een enkele soort ging, waarvan de zogenaamde gorgosaurussoorten slechts jonge exemplaren vertegenwoordigden. De naamgevingsregels schrijven dan voor dat deze soort de nieuwe geslachtsnaam krijgt, gecombineerd met de eerste nieuwe soortaanduiding wat de nieuwe combinatie en soortnaam Tarbosaurus bataar oplevert. De typesoort van Tarbosaurus blijft echter Tarbosaurus efremovi. Het holotype van Tarbosaurus bataar is PIN 551-1, het genoholotype van Tarbosaurus echter PIN 551-2.

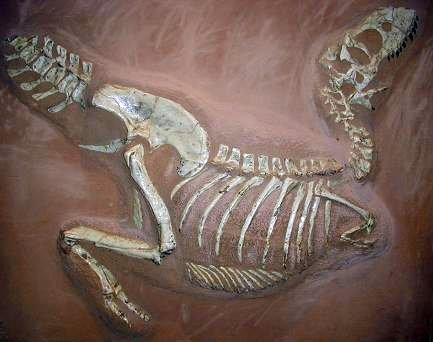
Een afgietsel van PIN 553-1, aangevuld met onderdelen van andere exemplaren

In 1992 stelde Kenneth Carpenter dat het Mongoolse materiaal grotendeels bij Tyrannosaurus ondergebracht moest worden, als een Tyrannosaurus bataar, in navolging van een eerdere suggestie van Gregory S. Paul uit 1988. Gorgosaurus novojilovi echter zag Carpenter als een aparte soort, waarvoor hij een eigen geslacht vernoemde naar Malejew hetgeen een Maleevosaurus novojilovi opleverde. In 1995 compliceerde George Olshevsky de zaak nog verder door ook voor Tyrannosaurus bataar een apart geslacht te benoemen: Jenghizkhan. Olshevsky erkende ook Maleevosaurus, hoewel hij eerder had gesproken van een Tarbosaurus novojilovi. Tegenwoordig wordt echter al het materiaal weer als behorend tot een enkele soort beschouwd. Soms wordt die Tyrannosaurus bataar genoemd maar vaker Tarbosaurus bataar, zowel ter wille van de duidelijkheid als vanwege onzekerheid of Tyrannosaurus rex en Tarbosaurus bataar zustersoorten zijn.
Het aantal bekende vondsten van Tarbosaurus is later nog vergroot door Pools-Mongoolse expedities tussen 1963 en 1971, Japans-Mongoolse expedities in 1993 en 1998 en tochten van Philip Currie rond de eeuwwisseling. Aangezien de lagen uiterst productief en toegankelijk zijn en door hun uitgestrektheid nog zeer onvoldoende onderzocht, leverde het onderzoek een vloed aan nieuw materiaal op. Behalve losse botten en fragmentarische skeletten omvatten latere exemplaren met zowel een schedel als een vrij volledig skelet de volgende specimina: 970716-18 KmT, IGM 100/60, IGM 107/2, IGM 107/7, PIN 551-3, ZPAL MgD-I/3, ZPAL MgD-I/4, ZPAL MgD-I/5 en ZPAL MgD-I/29. Het merendeel van het skelet is nu bekend en het materiaal omvat ook jonge dieren. Het totaal aan gevonden resten vertegenwoordigt ruim een honderdtal individuen. Tarbosaurus is in 1974 postuum beter beschreven door Malejew; moderne beschrijvingen zijn van de hand van Carpenter en van Jørn Hurum die in 2003 de schedel met die van Tyrannosaurus rex vergeleek.
Behalve de vondsten uit Mongolië is ook materiaal uit de rest van Azië bij Tarbosaurus ondergebracht. In 1977 benoemde Dong Zhiming de soort Shanshanosaurus huoyanshanensis voor een in de jaren zestig in de Subashiformatie van Xinjiang gevonden fossiel, specimen IVPP V4878, van een kleine theropode. Aangezien de lagen uit het Krijt stammen, meende Dong zelf later dat het om een jong van Tarbosaurus zou kunnen gaan. In 1978 benoemde Zhai Renjie een Tyrannosaurus turpanensis; vermoedelijk gaat het hier om materiaal van Tarbosaurus. In 1979 benoemde Dong wat tanden en wervels uit de Quibaformatie van Henan als een Tyrannosaurus luanchuanensis. In 1991 maakte Olshevsky daar een Tarbosaurus luanchuanensis van. Aangezien de lagen contemporain zijn en de tanden sterk gelijkend wordt wel aangenomen dat het om een jonger synoniem van Tarbosaurus bataar kan gaan. Eén keer is het geslacht ook in verband gebracht met een vondst die er met zekerheid niet toe behoort: in 1975 benoemde Yeh Hsiang-k'uei een Tyrannosaurus lanpingensis welke soort in 1991 door Yoichi Azuma hernoemd werd tot een Tarbosaurus lanpingensis. Het gaat om een onbeschreven tand uit het Onder-Krijt die gezien de leeftijd niet van Tarbosaurus kan stammen. In 1995 hernoemde Olshevsky Albertosaurus periculosus Riabinin 1930 tot een Jenghizkhan periculosus, mogelijkerwijs een ?Tarbosaurus periculosus.
Zeer omstreden is het vraagstuk of twee kleine tyrannosauriden uit Mongolië, Alioramus en Raptorex, jongen van Tarbosaurus vertegenwoordigen of geldige aparte geslachten.

### Soortenlijst
De ingewikkelde naamgevingsgeschiedenis kan worden samengevat in de volgende soortenlijst:
- Tarbosaurus bataar (Maleev 1955) Rozhdestvensky 1965: vermoedelijk enige geldige soort van Tarbosaurus; = Tyrannosaurus bataar Maleev 1955; = Jenghizkhan bataar (Maleev 1955) Olshevsky 1995
- Tarbosaurus efremovi Maleev 1955: jonger synoniem van Tarbosaurus bataar, typesoort van Tarbosaurus; = Tyrannosaurus efremovi (Maleev 1955) Rozhdestvensky 1977
- Gorgosaurus lancinator Maleev 1955: jonger synoniem van Tarbosaurus bataar; = Deinodon lancinator (Maleev 1955) Kuhn 1965; = Aublysodon lancinator (Maleev 1955) Charig 1967
- Gorgosaurus novojilovi Maleev 1955: jonger synoniem van Tarbosaurus bataar; = Deinodon novojilovi (Maleev 1955) Maleev 1964; = Tarbosaurus novojilovi (Maleev 1955) Olshevsky 1978; = Albertosaurus novojilovi (Maleev 1955) Mader and Bradley 1989; = Maleevosaurus novojilovi (Maleev 1955) Carpenter 1992; = Tyrannosaurus novojilovi (Maleev 1955) Glut 1997
- Shanshanosaurus huoyanshanensis Dong 1977: vermoedelijk jonger synoniem van Tarbosaurus bataar; = Aublysodon huoyanshanensis (Dong 1977) Paul 1988
- Tarbosaurus luanchuanensis (Dong 1979) Olshevsky 1991: vermoedelijk jonger synoniem van Tarbosaurus bataar; = Tyrannosaurus luanchuanensis Dong 1979; = Jenghizkhan luanchuanensis (Dong 1979) Olshevsky 1995
- Tarbosaurus turpanensis (Zhai, Zhang & Tong 1978) Olshevsky 1991: vermoedelijk jonger synoniem van Tarbosaurus bataar; = Tyrannosaurus turpanensis Zhai, Zhang & Tong 1978
- Tarbosaurus lanpingensis (Yeh 1975) Azuma 1991: nomen nudum, non Tarbosaurus; = Tyrannosaurus lanpingensis Yeh 1975
- ?Tarbosaurus periculosus (Riabinin 1930) Olshevsky 1995: wellicht Tarbosaurus bataar, = Albertosaurus periculosus Riabinin 1930, = Deinodon periculosus (Riabinin 1930) Kuhn 1965, = Alectrosaurus periculosus (Riabinin 1930) Olshevsky 1991, = Jenghizkhan periculosus (Riabinin 1930) Olshevsky 1995

## Beschrijving

### Algemene bouw, grootte en onderscheidende eigenschappen

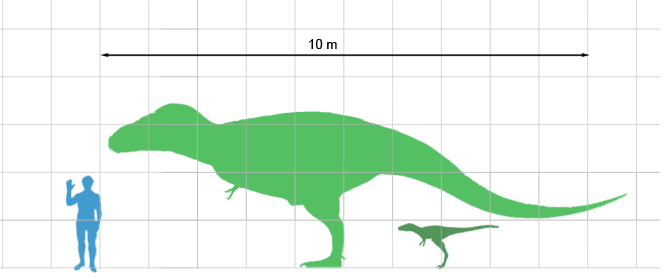
Een elf meter lang en een jong exemplaar van Tarbosaurus in grootte vergeleken met een mens

Tarbosaurus is een reusachtige tweevoetige roofsauriër. De meeste gevonden exemplaren zijn van jonge of jongvolwassen dieren die tot een kleine tien meter en een gewicht van vier ton zijn uitgegroeid. Het holotype is echter een stuk groter en benadert de grootste complete skeletten van Tyrannosaurus in omvang. Carpenter en Olshevsky schatten de totale lengte zelfs op vijftien meter, een van de redenen voor de laatste om van een apart geslacht Jenghizkhan te spreken. Tegenwoordig wordt dit exemplaar wat kleiner ingeschat op 12,4 meter en een gewicht van vijf ton.

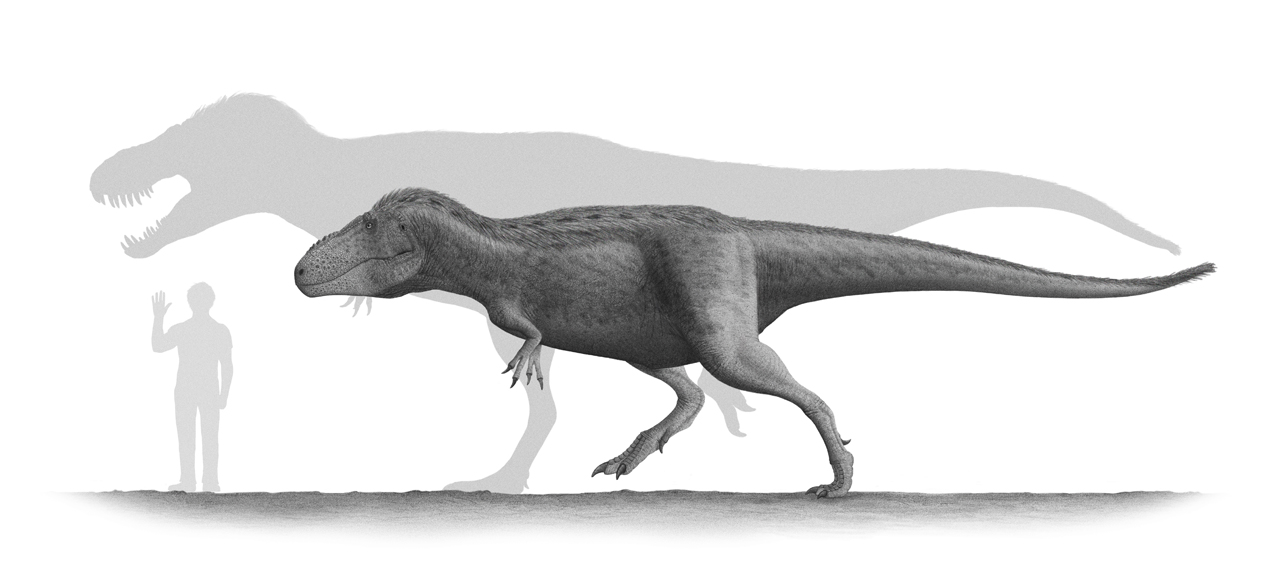
Het holotype is aanzienlijk groter dan de meeste exemplaren

In algemene bouw komt Tarbosaurus sterk met Tyrannosaurus rex overeen maar is duidelijk minder robuust met vooral een smallere schedel. De staartbasis is wat zwaarder en de romp lager. De zeer korte voorpoten zijn zelfs nog wat kleiner dan bij Tyrannosaurus rex.
In 2005 stelde Thomas Carr enkele eigenschappen vast waarin Tarbosaurus zich zowel van T. rex als Alioramus zou onderscheiden. De achterste tak van de maxilla heeft een zijvlak dat in zijaanzicht boven de volle hoogte van onderrand van de uitholling voor de fenestra antorbitalis uitgroeit. Het holle bovenvlak van bovenste gewricht van het tweede kootje van de tweede teen wordt verstevigd door een verticale richel. De binnenrand van het bovenste gewrichtsvlak van het eerste kootje van de vierde teen is hol.

### Skelet

#### Schedel

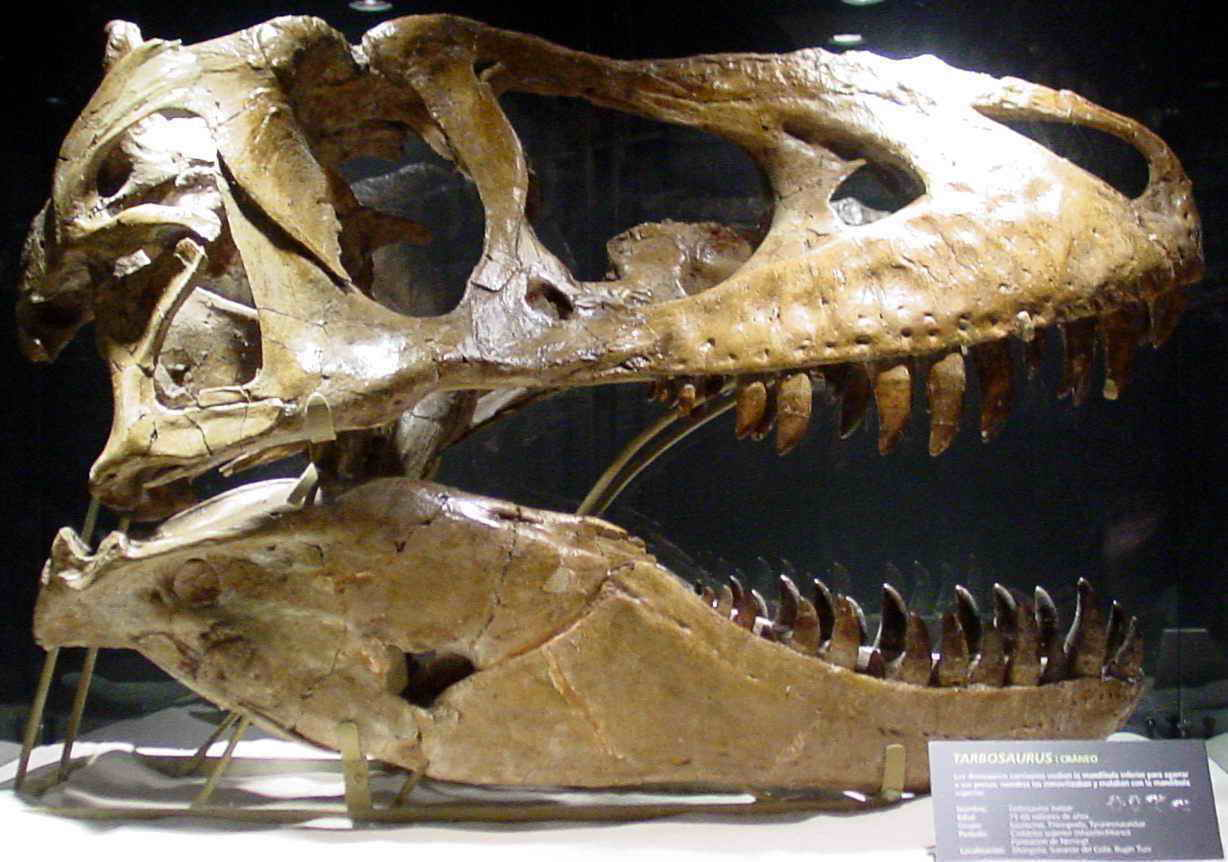
Tarbosaurus heeft een enorme schedel

Tarbosaurus heeft een tamelijk langgerekte schedel. Dat geldt vooral, zij het niet extreem, voor jongere exemplaren maar ook bij de grootste blijft de kop nogal langwerpig. De grootste bekende schedel, die van het holotype, heeft een geschatte lengte van ongeveer 135 centimeter. De snuit is breed maar van boven bezien niet zo tongvormig als bij T. rex: hij is achteraan niet ingesnoerd en het voorste gedeelte loopt spits toe om pas in het uiterste puntje stomp af te vlakken zodat een omtrek ontstaat als van een halve achthoek. Van bezijden bekeken wordt een geleidelijk bollend bovenprofiel weerspiegeld door een langzaam omhoog krommende kaakrand zodat een symmetrisch geheel ontstaat, slechts onderbroken door een lage, wat stompe, snuitpunt. Achteraan is de schedel breed maar lang niet zo extreem als bij T. rex. Als gevolg daarvan zijn de oogkassen meer zijwaarts gericht met een mindere mate van binoculair zicht. Van de zijkant bekeken maken ze zo ook een wat vollere indruk terwijl die van T. rex vanuit die hoek naar achter hellende spleten lijken.

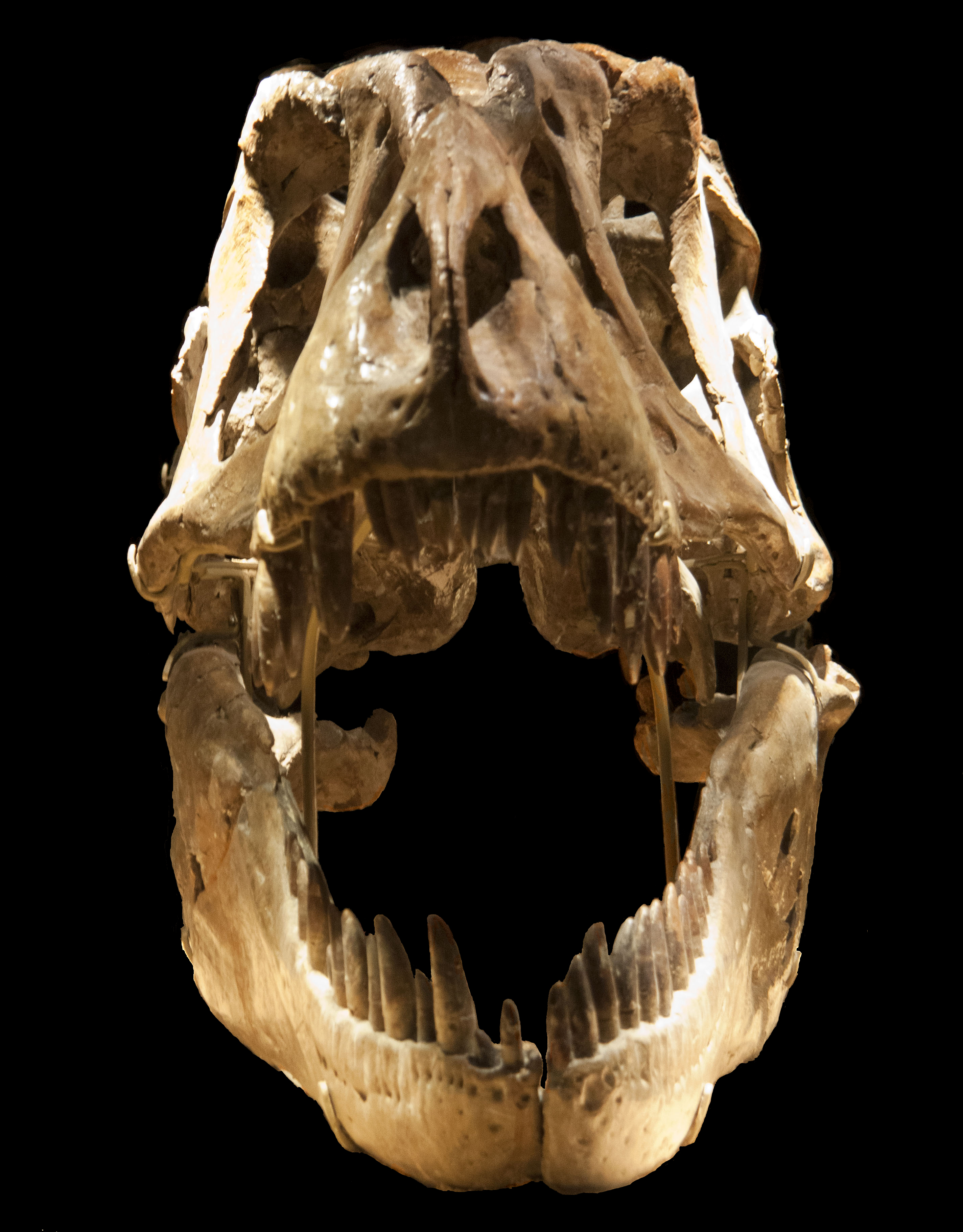
De snuit van Tarbosaurus is niet extreem breed en de oogkassen zijn maar iets naar voren gericht

De oogkassen of orbitae zijn niet de enige schedelopeningen. Het grootste 'venster' is de fenestra antorbitalis die zoals de naam al aangeeft vóór de oogkas gelegen is in de vorm van een grote afgeronde driehoekige opening in de zijwand van de schedel, met de langste punt naar voren gericht. Anders dan bij T. rex, waar het venster aan de onderzijde het verst naar voren doorloopt, is bij Tarbosaurus de bovenkant het langst. De opening zelf ligt in een omringende verdieping of fossa van het zijoppervlak. Die fossa toont vooraan een tweede, veel kleinere opening, de fenestra maxillaris. Bij T. rex is die rond en vrij hoog gelegen, bij Tarbosaurus een meer liggende ovaal aan de voorste onderrand van de uitholling. Er is een nog kleinere derde opening, de fenestra promaxillaris, die door een draaiing naar voren de vorm heeft van een spleet aan de voorste rand van de fossa. Achter de schedel bevinden zich ook twee grote openingen, de slaapvensters. De bovenste slaapvensters liggen boven op het schedeldak en dienden als aanhechtingspunten voor grote sluitspieren die door de binnenkant en onderkant van de schedel naar het holle binnenste van de onderkaken liepen. Doordat de achterkant van de schedel niet heel sterk verbreed is, zijn ook deze fenestrae supratemporales niet zo breed maar nemen de vorm aan van halve cirkels met de rechte zijde naar buiten gekeerd, anders dan bij T. rex waar ze meer de vorm hebben van een afgeknotte kegel. De onderste slaapvensters bevinden zich aan de achterste zijkant van de schedel. Ovaal bij de meeste basale theropoden, zijn ze bij de Tyrannosaurinae haltervormig doordat ze vanuit de achterrand ingesnoerd zijn door een uitsteeksel dat haast de voorrand raakt.

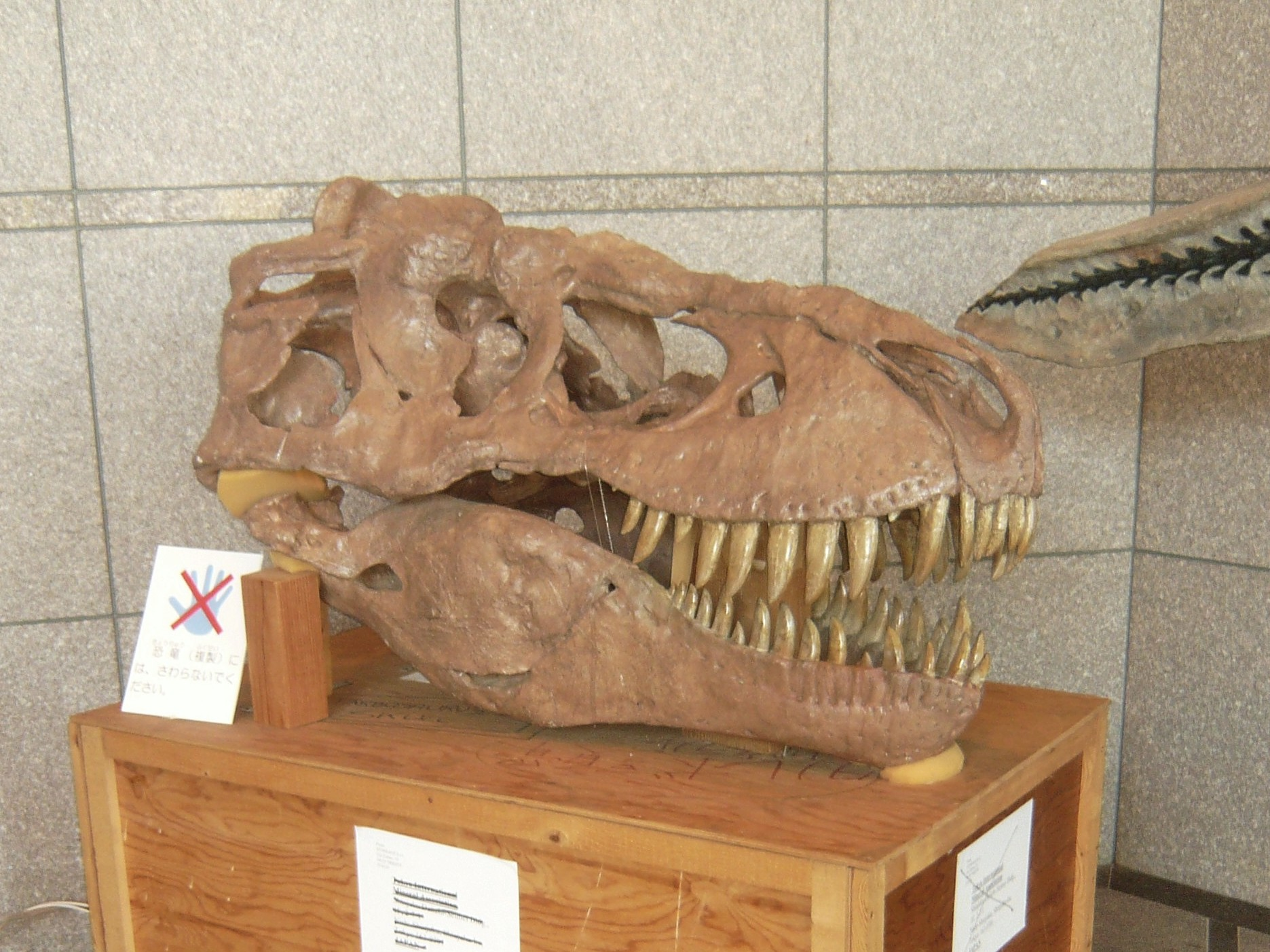
Zoals deze reconstructie van het holotype laat zien, was zelfs de grootste bekende schedel van Tarbosaurus niet zo robuust als die van Tyrannosaurus rex

Gezien de vele openingen kan de schedel van theropoden omschreven worden als een holle lichtgebouwde constructie, waarvan alleen de krachtlijnen door botweefsel versterkt zijn. Bij de Tyrannosauridae heeft de lichte bouw echter ten dele plaatsgemaakt voor speciale zware versterkingen: verschillende schedelelementen zijn verdikt en vergroeid zodat de onderlinge beweeglijkheid van de schedeldelen, de kinese, is verminderd. Het voorste element in de snuit is de praemaxilla. Die is bij Tarbosaurus niet zo hoog zodat de snuitpunt minder stomp is dan bij T. rex. Iedere praemaxilla draagt vier vrij korte tanden met een D-vormige doorsnede; deze dienen om een wat bredere hap uit de prooi te scheuren. Achter de praemaxilla ligt het grootste bot van de hele schedel, de maxilla of bovenkaaksbeen die de zijkant van de snuit beslaat. Via interne vleugels vormen de bovenkaaksbeenderen ook een belangrijk deel van de binnenste structuur van de snuit; op deze vleugels liggen grote luchtkamers. Het bovenkaaksbeen is daarbij het belangrijkste tanddragende element van de bovenkaak. Bij T. rex is de onderrand van de maxilla vooraan typisch vrij steil en gaat met een min of meer plotse knik over in het weer naar boven buigende achterste gedeelte. Bij de knik bevinden zich zeer grote maxillaire tanden zodat dit gedeelte geschikt is om een zeer diepe beet toe te brengen. Bij Tarbosaurus daarentegen is de curve veel geleidelijker en zijn de tanden op dit punt, hoewel langer, niet extreem verlengd en staan ook wat verder uiteen. Het aantal maxillaire tanden is maximaal dertien — althans als we aannemen dat Alioramus geen jonge tarbosaurus is want die heeft er ongeveer zeventien. Het aantal kan tijdens de groei zijn afgenomen. Bij Tarbosaurus loopt het bovenkaaksbeen verder naar achteren door dan bij T. rex; de achterste tak reikt tot bijna onder het midden van de oogkas.

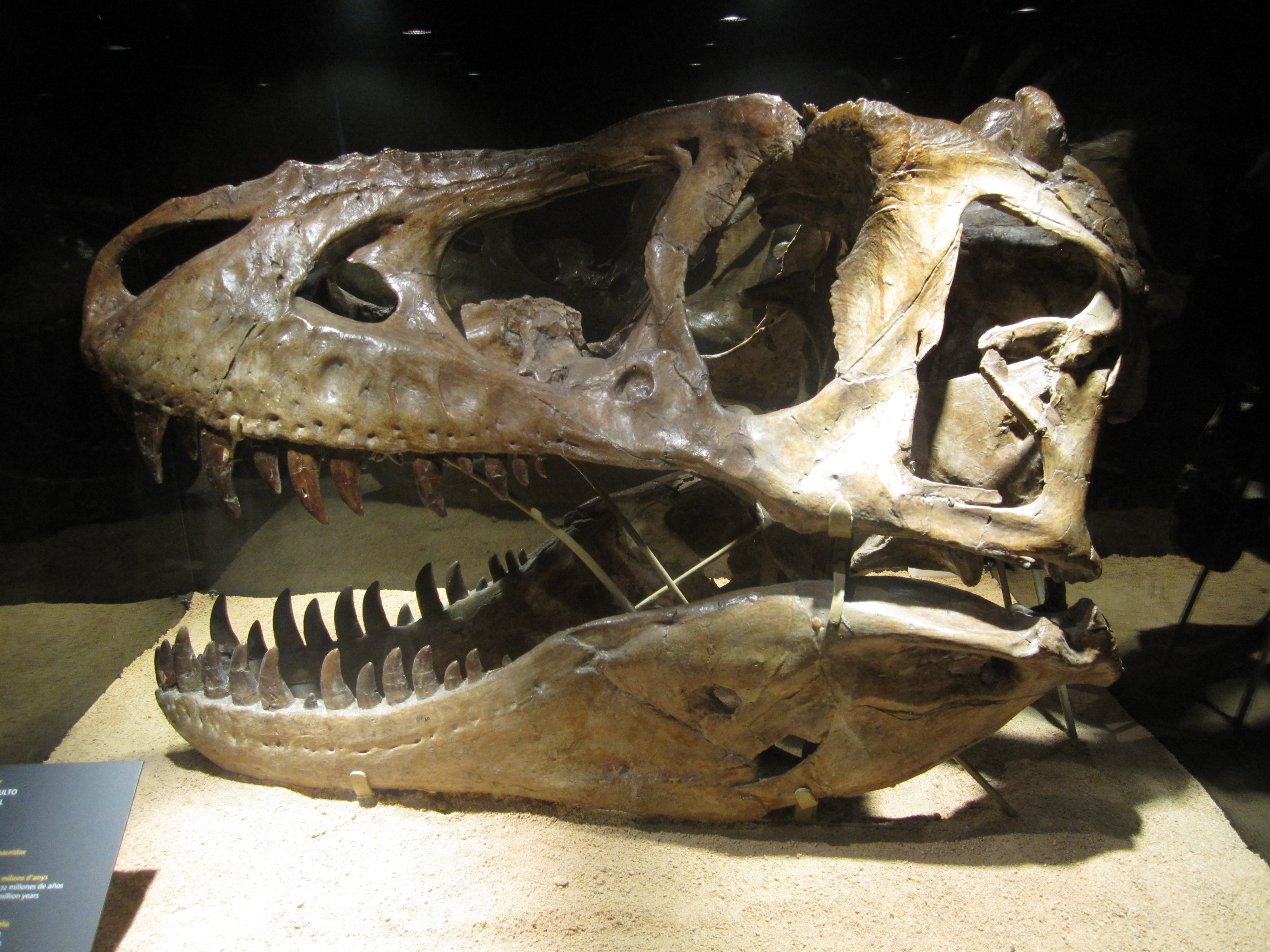
De neusbeenderen hebben bovenop ruwe richels

De bovenkant van de snuit wordt gevormd door de lange en smalle neusbeenderen die bij volwassen dieren langs hun raaklijn bijna geheel vergroeid zijn, behalve helemaal achteraan. De neusbeenderen zijn bovenop voorzien van ruwe lengterichels die bij het levende dier vermoedelijk nog verhoogd werden door hoornschubben. Langs hun zijranden sluiten de neusbeenderen via een ingewikkeld systeem van groeven en holten bij de bovenkaaksbeenderen aan, het contact met het traanbeen daarentegen is vlak; bij T. rex is het eerder omgekeerd. De manier waarop de neusbeenderen vooraan contact maken met de praemaxillae en achteraan met de voorhoofdsbeenderen is bij iedere tyrannosauride soort verschillend. Bij T. rex worden de neusbeenderen middenin ingekeept door vrij lange opgaande takken van de praemaxillae; doordat de snuit zo breed is, dringt onder het neusgat een tweede, wijdere premaxillaire tak het neusbeen binnen, zodat de neusbeenderen vooraan in totaal vier duidelijke punten hebben. Bij Tarbosaurus daarentegen, zijn de middelste opgaande takken van de praemaxillae aan hun bases korter en rechter en die aan de buitenkant smal en recht, zodat de neusbeenderen vooraan samen een smalle stompe punt vormen. Die wordt echter precies in het midden ingekeept door zeer smalle uitlopers van de middelste opgaande takken. Doordat bij T. rex de snuit vooraan extreem breed is, versmallen de neusbeenderen geleidelijk naar achteren toe; bij Tarbosaurus is er een lichte insnoering in het midden en een sterkere insnoering ter hoogte van het traanbeen. Daarna verwijden de neusbeenderen zich weer en worden in die verbreding door het midden van de voorhoofdsbeenderen ingekeept; bij T. rex sluiten de neusbeenderen juist nog verder versmallend bij de voorhoofdsbeenderen aan; wel zijn er zeer dunne zijwaarts uitlopers die in het traanbeen passen en een dubbele middenrichel op de voorhoofdsbeenderen zet de richels op de neusbeenderen voort. De voorhoofdsbeenderen of frontalia van Tarbosaurus zijn vrij kort en versmallen naar achteren om uit te lopen in kleine, bijna vierkante, wandbeenderen die met elkaar versmolten zijn in een middenkam, en achteraan een rechte, iets bredere, dwarskam dragen, de overgang naar het achterhoofd. Dit verschilt nogal van de situatie bij de grootste exemplaren van T. rex, waar een middelste uitloper van de vergroeide wandbeenderen via een soort zwaluwstaartverbinding door de brede voorhoofdsbeenderen omvat wordt en de achterrand inclusief de hoge dwarskam extreem in de breedte uitwaaiert. Het traanbeen vormt de achterste bovenhoek van de fenestra antorbitalis en de voorste bovenhoek van de oogkas. De neergaande tak ervan scheidt beide openingen aan de bovenkant. De voorste tak draagt bij jonge exemplaren een hoorntje; bij volwassen dieren groeit dit naar voren uit tot een krachtige beenrichel. Het traanbeen is doortrokken van luchtholten ofwel gepneumatiseerd. De achterste bovenhoek van de oogkas bestaat uit het postorbitale. Dat is een stevig element dat bij grote exemplaren het kleine prefrontale helemaal en het frontale bijna helemaal van de rand van de oogkas dringt. Het postorbitale draagt een klein bol hoorntje in de vorm van een halvemaanvormige verheffing maar dat komt, anders dan bij T. rex, niet boven de bovenrand van de schedel uit. Bij de grootste dieren wordt dit meer tot een richel, iets wat ook wel bij T. rex voorkomt, maar bij die soort dan tot een veel indrukwekkendere en hogere structuur uitgroeit. Aan de voorrand van het postorbitale bevindt zich een vrij scherp uitsteeksel dat de oogkas van achteren insnoert. Vermoedelijk liep dat uit in een stuk kraakbeen die het eigenlijke oog ondersteunde dat dus boven in de oogkas geplaatst was. Door de enorme absolute omvang van de kop had Tarbosaurus namelijk geen overeenkomstig grote ogen nodig om toch scherp te kunnen zien. Het uitsteeksel is bij Tarbosaurus bovenop glad en diep. De buitenste oogbol werd ondersteund door een cirkel van vijftien beenschijfjes, de scleraalring.
Onder de oogkas bevindt zich het jukbeen. De voorste tak daarvan groeit geleidelijk over de achterste tak van het bovenkaaksbeen heen en raakt de fenestra antorbitalis in de achterste benedenhoek, waar het naar boven toe aansluit bij de neergaande tak van het traanbeen. Dit stuk wordt gekenmerkt door grote pneumatische openingen: twee kleinere onderaan en een grotere meer naar boven toe. Het jukbeen, dat bij Tarbosaurus niet zo ver naar buiten buigt als bij T. rex, bereikt zijn grootste hoogte onder het postorbitale, met de onderste tak waarvan het een vrij breed raakvlak heeft via een rechte beennaad. Oplopend en bij Tarbosaurus voorzien van een opvallend diepe uitholling vormt het daar het grootste deel van de voorrand van het onderste slaapvenster. Aan de onderkant hangt op dit punt een 'hoorn' naar beneden met een vrij ruw oppervlak zodat dit uitsteeksel wellicht ook echt met hoorn bedekt was. De gevorkte achterste tak van het jukbeen omvat, met een onderste uitloper die onderaan erg dik is, de voorste tak van het quadratojugale, een laarsvormig element dat de onderste achterhoek van de schedel bedekt. Dit heeft bovenaan een brede uitloper die contact maakt met de overlappende onderkant van het squamosum en samen daarmee het onderste slaapvenster insnoert. Achter en voor het grootste deel aan de binnenkant van het quadratrojugale, ervan in het midden gescheiden door een lensvormig foramen paraquadraticum, ligt het quadratum waarvan de achterkant een rechte beenstijl vormt met onderaan de brede gewrichtsknobbel van het kaakgewricht. De quadrata vormen de onderste hoeken van de achterkant van de schedel waartussen zich onderaan althans wat de beenderen betreft een grote lege ruimte bevindt daar de hersenpan veel hoger aan het schedeldak hangt. Ook het quadratum raakt bovenaan het squamosum, de bovenhoek van de achterste schedel. Tarbosaurus toont niet de toestand als bij de grootste exemplaren van T. rex, waar een bovenste tak van het squamosum diep in het wandbeen groeit, tot over het schedeldak.

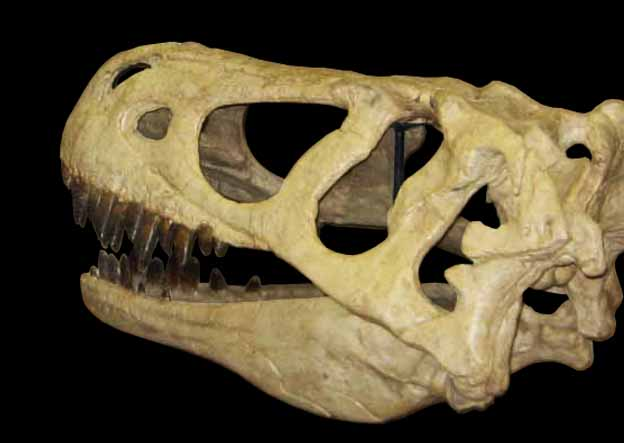
Dit afgietsel toont rechts bovenaan de dwarskam op de schedel; het uitsteeksel recht daaronder is de linkse processus paroccipitalis. Daaronder is het rechterquadratum zichtbaar en links van de basis daarvan de twee afhangende lobben van het basioccipitale

Het achterhoofd wordt bekroond door een zeer hoge dwarskam op de wandbeenderen, die waaiervormig uitliep. De kam diende ter aanhechting van drie belangrijke nekspieren: bovenop de musculus transversospinalis capitis die over de doornuitsteeksels liep en links en rechts een musculus splenius capitis die begon op de tweede halswervel. Bij de grootste exemplaren kon de kam wel dertig centimeter hoog worden en moet de spierlaag meer naar achteren een kleine halve meter dik zijn geweest en de typische 'bulldognek' van de Tyrannosaurinae gevormd hebben. De drie spieren samen oefenden een kracht van ruim 22.000 newton uit. Het bovenste bot van het achterhoofd, het niet-gepaarde supraoccipitale, is bovenaan gevorkt en omvat de verticale middenrichel op de achterkant van de kam maar zet die via een eigen richel ook voort. Het supraoccipitale is bij Tarbosaurus duidelijk smaller dan bij T. rex. Eronder bevindt zich een afgerond vijfhoekig achterhoofdsgat, ook wel peervormig genoemd, dat met de bovenste punt net het supraoccipitale raakt; de afgeschuinde zijden bovenaan raken rechts en links de exoccipitalia die de bovenste zijden van het achterhoofd uitmaken en uitlopen in enorme brede rechthoekige uitsteeksels, de processus paroccipitales. Deze fungeerden als aanhechting voor de musculus longissimus capitis superficialis, in feite een stelsel spieren die hun oorsprong hadden op de zijuitsteeksels van de eerste zes halswervels. Onder het achterhoofdsgat bevindt zich een afgeplatte brede knobbel, de condylus occipitalis, die verbonden is met de eerste halswervel. De knobbel wordt grotendeels gevormd door het basioccipitale dat naar onderen uitloopt in een rechthoekige plaat die naar voren buigt naar de onderkant van de hersenpan. De plaat loopt uit in twee afhangende uitsteeksels, die ieder als aanhechting fungeren voor twee kleinere dieper gelegen nekspieren: bovenaan de musculus longissimus capitis profundus en onderaan de musculus rectus capitis ventralis. De onderkant van de hersenpan wordt gevormd door het driehoekige basisfenoïde dat ook weer twee aanhangsels heeft; dit element is hol van binnen met verschillende luchtkamers. Naar voren toe loopt het uit in het hogere parasfenoïde dat zelf doorloopt in een bij sommige exemplaren bewaard gebleven gepaard zeefbeen onder de voorhoofdsbeenderen, in twee delen gescheiden door een tussenschot.
De onderkant van de schedel is een complex geheel met vele openingen. Achteraan worden de delen verbonden door twee pterygoïden die als vleugelvormige verticale platen overlappend aan de quadrata verbonden zijn en meer naar voren juist horizontale platen vormen met aan de binnenkant lange dunne uitlopers die contact maken met de ploegschaarbeenderen. Op de verticale plaat bevindt zich vooraan een driehoekig epipterygoïde, met de punt naar boven gericht. De horizontale plaat heeft bij Tarbosaurus een van boven bezien bolle voorrand, anders dan bij T. rex waar die rand recht is. Door die buiging ontstaat naar het midden toe een extra opening, een fenestra pterygopalatina, tussen het pterygoïde en het verhemeltebeen. De horizontale plaat maakt aan de achterkant contact met de basis van het ectopterygoïde dat naar voren uitloopt in een grote haak die naar buiten en achteren kromt naar het jukbeen toe en zo het verhemeltecomplex met de buitenkant van de schedel verbindt. Tussen haak, pterygoïde en verhemeltebeen is er een tweede opening, de fenestra suborbitalis; achter de haak een derde omdat er een open ruimte is richting het quadratojugale en het quadratum. Tussen de pterygoïden zelf bevindt zich een grote langwerpige, naar voren vernauwende, opening op de middenlijn van de schedel. De voorste uitlopers van de pterygoïden zijn erg smal en laten naar de buitenkant toe een brede tussenruimte over met de achterste interne vleugels van de bovenkaaksbeenderen. Die ruimte wordt links en rechts grotendeels gevuld door een in onderaanzicht driehoekig verhemeltebeen. Dit os palatinum is geen simpele plaat maar heeft de vorm van een viervlak dat ook in zijaanzicht driehoekig oogt. Het ploegschaarbeen vormt het voorste aparte element van het verhemelte. Vooraan raakt het de praemaxilla en overlapt met een brede ruitvormige plaat de voorste interne vleugel van het bovenkaaksbeen; beide maxillaire vleugels raken elkaar. Achteraan hebben de ploegschaarbeenderen lange smalle uitlopers naar de pterygoïden en de palatina; tussen de uitloper en het hoofdlichaam van het verhemeltebeen bevindt zich een langwerpige opening, de choana, die de verbinding vormt tussen de neusholte en de mondholte; bij Tarbosaurus is de choana nog relatief kort en breed vergeleken met andere tyrannosauriden.

#### Onderkaken

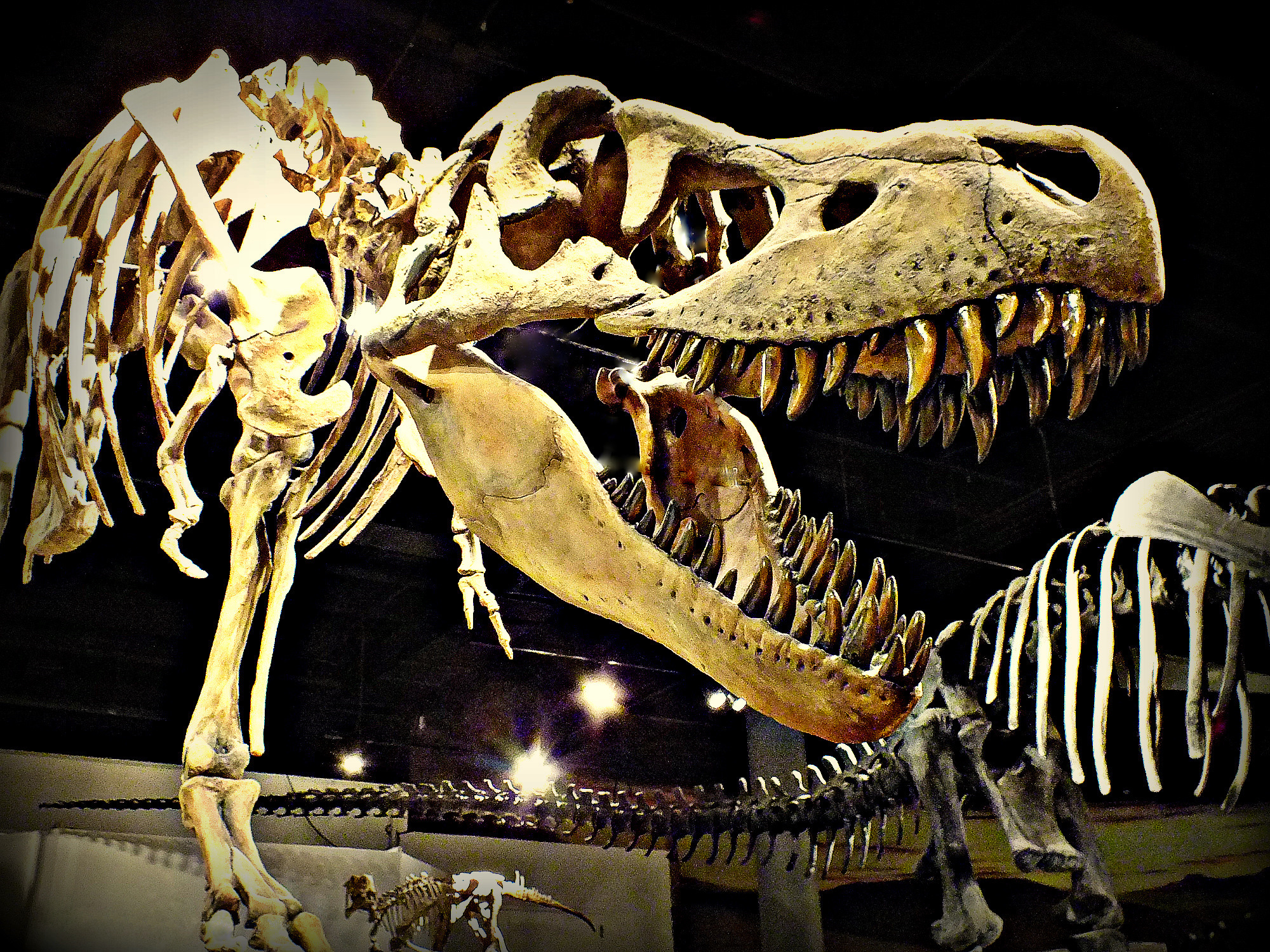
Bij dit afgietsel kan men recht in het holle binnenste van de linkeronderkaak kijken

De twee onderkaken, links en rechts, van Tarbosaurus zijn krachtig gebouwd, relatief iets langgerekter dan bij T. rex. Vooraan buigen ze naar elkaar toe zodat hun geheel, de mandibula, in de bovenkaken van de schedel past. Achteraan zijn ze hoog, om de bijtkracht te vergroten. Hoewel ze een 'massieve' indruk maken zijn ze in feite niet massief maar van binnen hol. Boven in de achterkant zit een opening waardoor een sluitspier door de onderkant van de schedel het binnenste van de onderkaak kan bereiken. Helemaal achter aan de kaak bevindt zich de onderkant van het kaakgewricht waarin de gewrichtsknobbel van het quadratum van de schedel past. Ook in de zijkant echter heeft de onderkaak een gewricht: de voorkant kan ten opzichte van de achterkant bewegen. Als deze gewrichtsvlakken naar buiten klappen, worden de voorkanten van de onderkaken naar binnen getrokken wat het vlees van de prooi de bek in trekt. Hiervoor is het nodig dat die voorkanten een grotere hoek met elkaar maken en ze zijn dan ook niet hecht met elkaar vergroeid: een peeskapsel hield ze bij elkaar.
Dat er een zijgewricht is, betekent al dat de onderkaak niet uit één enkel bot bestaat. De voorkant is grotendeels een enkel element, het dentarium, waar alle tanden in staan. Het heeft min of meer de vorm van een halve tangbek. Middenin is het wat lager zodat er vooraan een 'kin' ontstaat, iets geprononceerder dan bij T. rex. Het achterdeel bestaat uit een groot aantal botten. Aan de buitenkant is er bovenaan het surangulare; dit bot heeft achteraan een opening in het zijvlak die bij Tarbosaurus kleiner is dan bij T. rex. Daaronder, de achterhoek van de kaak vormend, ligt het angulare. Meer naar achter op de onderrand bevindt zich het prearticulare. Het kaakgewricht wordt gevormd door het articulare. De binnenzijde, aan de andere kant van de binnenholte, heeft een eigen verzameling beenderen. Het hoogste punt wordt gevormd door het coronoideum in de vorm van een stompe driehoek. Dat gaat naar voren over in een smal spleniale. Ook het dentarium heeft een, de binnenzijde van de tanden ondersteunend, lintvormig element aan de bovenste binnenkant: het supradentarium.
De verschillende verbindingen tussen deze botten zijn bij Tarbosaurus wat anders dan bij sommige verwanten. Bij Tarbosaurus is de beweeglijkheid van het zijgewricht vrij gering doordat aan de binnenkant een lang voorste uitsteeksel van het surangulare diep binnen de in bovenaanzicht gevorkte achterste tak van het dentarium steekt. De onderste achterste tak van het dentarium rust tegen een verticale richel op het buitenste zijvlak van het angulare; bij T. rex en Gorgosaurus bevindt zich op die positie alleen een groeve. Het spleniale heeft aan de voorste bovenkant een opvallende plots uitstekende 'lip' met daarop een groeve waarin de achterkant van het supradentarium past. Bij T. rex is de groeve wel aanwezig maar wordt nauwelijks een echte lip gevormd. De achterste onderkant van het spleniale rust bij tyrannosauriden in een groeve in het angulare; bij Tarbosaurus is daarvóór een tweede kleinere groeve aanwezig overeenkomstig een iets afwijkende buiging van het blad. Een richel aan de onderzijde van het angulare past in een groeve in het prearticulare; die groeve heeft twee inkepingen die overeenkomen met twee opstaande dwarsrichels op de hoofdrichel; bij T. rex is de verbinding helemaal glad.

#### Tanden

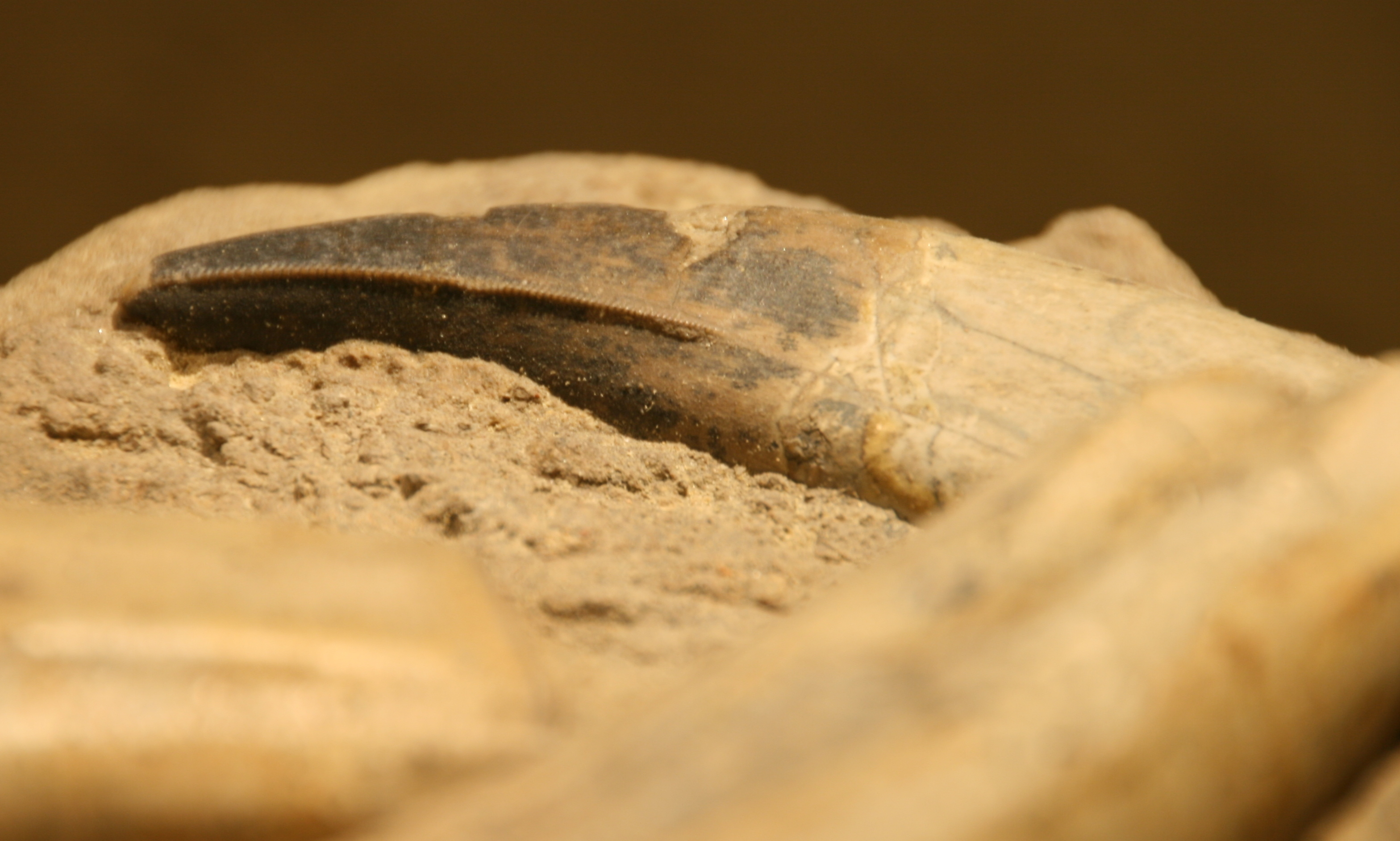
Op deze tand van Tarbosaurus is de gekartelde snijrand goed zichtbaar

Bij Tarbosaurus staan er vier tanden in de praemaxilla, twaalf of dertien in de maxilla en dertien tot vijftien in het dentarium; bij dit laatste bot gaat het meestal om het hoogste aantal van vijftien. Het totaal in de kop varieert dus tussen de achtenvijftig en vierenzestig. Het kan zijn dat bij de oudste exemplaren het aantal afneemt, doordat de tanden relatief meer in grootte toenemen dan de kaken zelf. Per tandpositie heeft een individueel dier gedurende zijn leven namelijk vele tanden aangezien ze permanent gewisseld worden. Steeds is er onder de bestaande tand een nieuwe in aangroei. De tanden worden meestal om en om vervangen, waarbij de golven naar voren door de kaken lopen.
Bij jonge dieren zijn de tanden tamelijk afgeplat. Bij oudere dieren worden ze steeds dikker. De verandering in vorm hang samen met een verschuiving in functie: van een snijdende naar een rukkende en doorborende werking. Ook de grootste tanden hebben echter aan voor- en achterkant een snijrand. De snijranden zijn niet bijzonder scherp maar gekarteld met kleine, vrij stompe vertandingen. Dit maakt de kans veel kleiner dat de tandkroon op de rand inscheurt of breekt. De tanden zijn nogal recht en buigen pas dicht bij de punt sterker naar achteren. De tanden in de praemaxilla zijn het rechtst en hebben een D-vormige doorsnede met de bult naar voren gericht. Hun snijranden hebben altijd kartelingen, ook bij jonge dieren. De dichtheid is bij de dentaire tanden drie per strekkende millimeter; bij de maxillaire en dentaire tanden bedraagt de dichtheid twee per millimeter. De premaxillaire tanden en de eerste twee dentaire tanden zijn het kortst. De tandkronen worden tot vijfentachtig millimeter lang. De tanden worden aan hun achterzijde ondersteund door tussenliggende grote en ruwe inderdentaalplaten die wel bij elkaar aansluiten maar niet vergroeid zijn.

#### Postcrania

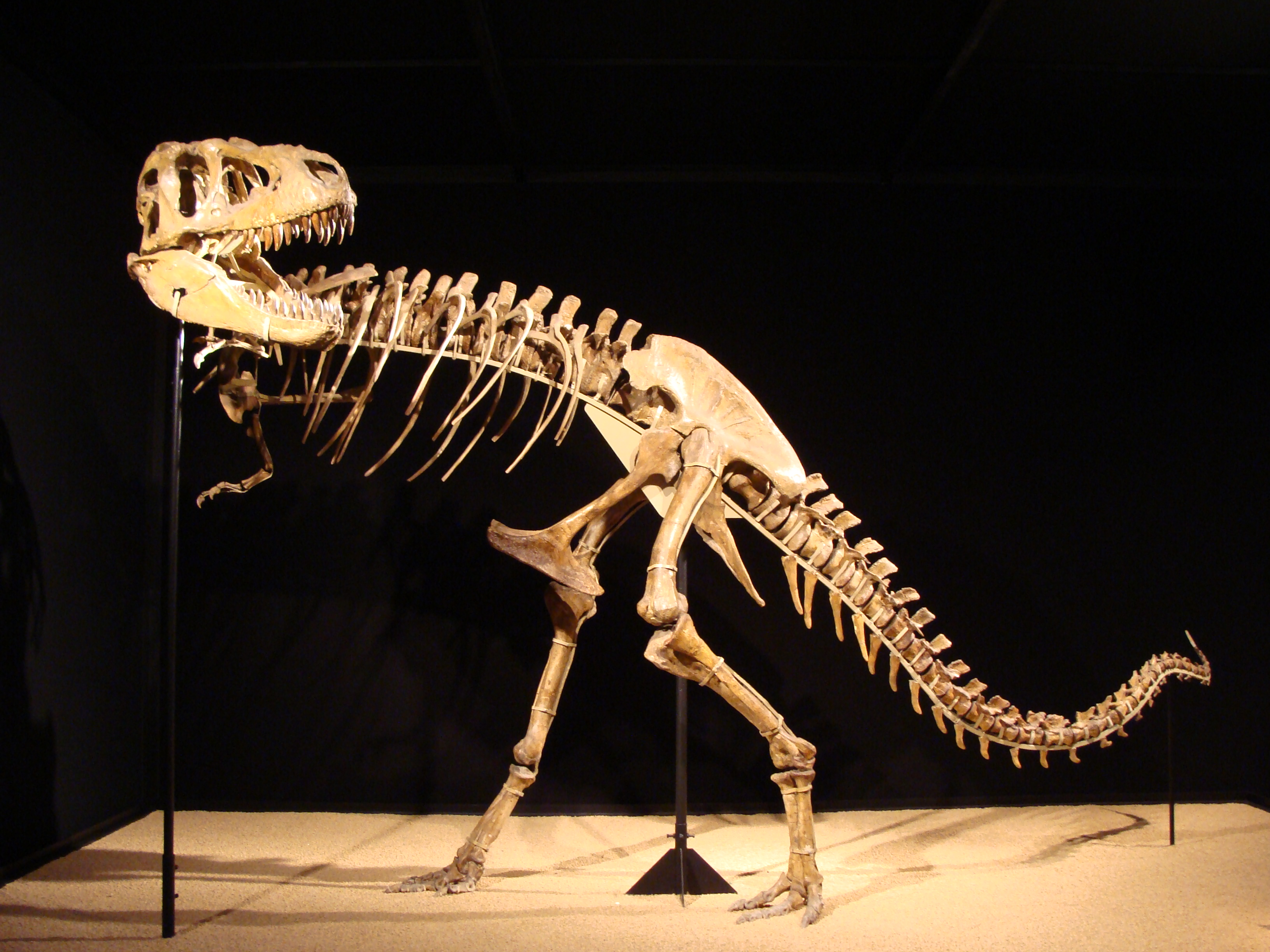
Bij dit specimen is het bekken te veel ten opzichte van de rug gedraaid

De postcrania, de delen van het skelet achter het cranium, de schedel, zijn bij Tarbosaurus alleen bekend van jongvolwassen exemplaren. Dat maakt het moeilijk deze te vergelijken met die van de vaak zeer robuuste exemplaren van Tyrannosaurus rex.

##### Wervelkolom
De wervelkolom telt tien halswervels, dertien ruggenwervels, vijf sacrale wervels en een veertigtal staartwervels.
De nek is wat rechter en niet zo gedrongen als bij T. rex. Desalniettemin maakt de nek een sterke S-bocht. De gewrichtsuitsteeksels van de halswervels hebben facetten die meer verticaal georiënteerd zijn. De eerste halswervel, de atlas, heeft als lichaam een halvemaanvormig intercentrum dat vrij kort is, tweemaal zo lang als hoog. De tweede wervel, de draaier, is gepneumatiseerd, met een luchtholte van binnen die een enkel opening naar buiten heeft, waardoorheen een uitloper van de luchtzak van de nekbasis liep. De doornuitsteeksels van de ruggenwervels waaieren aan hun bovenkant wat meer uit dan bij de meeste tyrannosauriden. Zoals bij de Tyrannosauridae gebruikelijk zijn er op rug hogerliggende secundaire hyposfeen-hypantrum-gewrichten. De achterste ruggenwervel is gesacraliseerd: zijn zijuitsteeksels maken contact met de armbeenderen zodat hij functioneert als een sacrale wervel. De doornuitsteeksels van de vijf echte sacrale wervels zijn versmolten tot een supraneurale plaat. De staartbasis is duidelijk zwaarder dan bij T. rex met hogere wervellichamen en schuin naar achteren stekende doornuitsteeksels. In het midden en achtereind van de staart liggen de gewrichtsuitsteeksels vrij plat en grijpen steviger in elkaar wat dit gedeelte van de staart relatief stijf maakt. De chevrons zijn bij sommige exemplaren vooraan nogal spits aan het uiteinde maar vanaf de middenstaart, te beginnen met de vijftiende wervel, worden ze sledevormig met een vrij groot voorste uitsteeksel, een bouw die wat afwijkt van de meer ploegvormige doorsnede die ze bij T. rex hebben. De buik wordt ondersteund door een kooi van buikribben die geen deel uitmaken van het eigenlijke skelet maar huidverbeningen zijn. Daarbij liggen de verbrede uiteinden van de linkerribben onder die van de rechterkant. De uiteinden hebben haakvormige uitsteeksels die om de kop van de overliggende rib haken zodat een stevig maar flexibel systeem ontstaat dat de bewegingen van de buik tijdens de ademhaling kan volgen. Daartoe zijn ook de zijsegmenten van de buikribben via zadelgewrichten met de middensegmenten verbonden. De voorste twee buikribben, links en rechts, zijn met elkaar vergroeid tot een enkel V-vormig element. Hoewel al gemeld door Malejew, werden soortgelijke structuren later bij T. rex per abuis voor het vorkbeen aangezien; eerder dacht men bij Gorgosaurus dat het om het borstbeen ging.

##### Ledematen

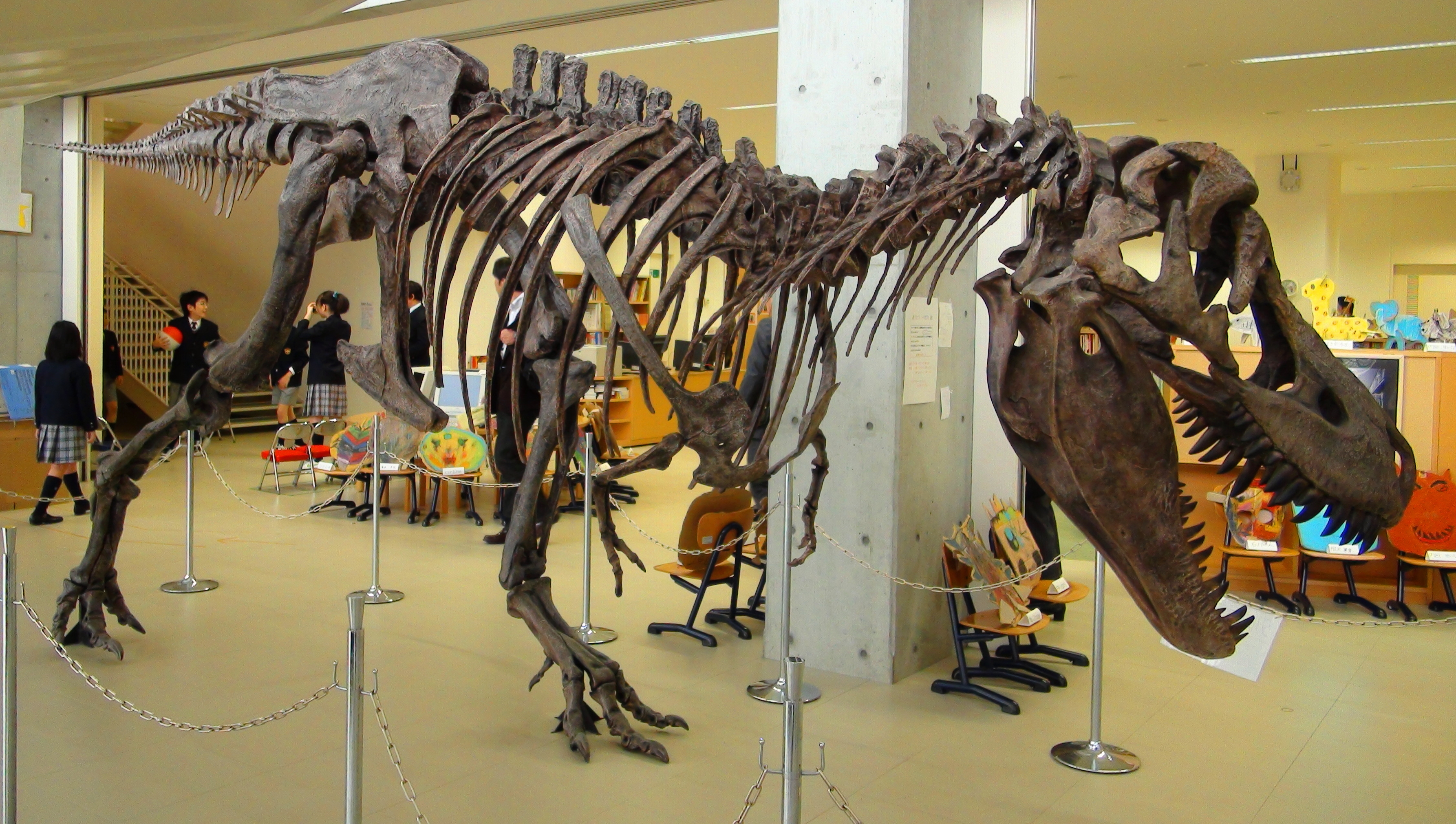
Zelfs voor een tyrannosauride heeft Tarbosaurus bijzonder korte armpjes

Het schouderblad is recht en heeft aan de voorste onderkant een krachtige processus acromialis maar dit uitsteeksel is veel minder extreem uitgegroeid dan bij T. rex waar de hoek tussen de processus en de schacht vaak spits is. Het bovenste uiteinde van het blad is minder verbreed als bij T. rex. Het ravenbeksbeen is overeenkomstig het lagere acromion wat korter; het heeft ook een wat rechtere voorkant. Zoals bij de meeste tyrannosauriden is er een groot foramen, doorborende opening, in het blad van het ravenbeksbeen en een matig ontwikkelde bult voor de aanhechting van de musculus biceps brachii. Een vorkbeen is voor Tarbosaurus niet beschreven maar was hoogstwaarschijnlijk wel aanwezig; het sternum was echter vermoedelijk niet tot een echt borstbeen verbeend.
De arm is bij Tarbosaurus opvallend kort en behoort tot de meest gereduceerde onder de bekende tyrannosauriden met een lengte van maar vijfentwintig procent van het dijbeen en vijfendertig procent van het schouderblad. Het opperarmbeen is sterk verkort en zwak gebouwd met maar een lage crista deltopectoralis, een teken dat de armmusculatuur weinig indrukwekkend moet zijn geweest. Deze humerus is daarbij recht met een maar weinig verbreed onderste uiteinde. De onderarm van Tarbosaurus is relatief nog korter, met een ellepijp die maar vijfenveertig procent van de opperarmbeenlengte heeft. In de onderarm heeft het spaakbeen de vorm van een eenvoudige cilinder. Het is bekend dat de pols van Tarbosaurus minstens vier polsbeenderen telt; een vijfde kan aanwezig geweest zijn. De hand heeft twee vingers. Terwijl bij T. rex de eerste digitus nog enigszins de oorspronkelijke coelurosaurische bouw toont met een kort eerste middenhandsbeen dat een stevige eerste kootje draagt waarop een vergrote en kromme duimklauw geplaatst is, heeft Tarbosaurus juist een wat robuustere tweede vinger en is de eerste klauw nauwelijks krommer dan de tweede. Het eerste middenhandsbeen is hierdoor relatief juist wel wat langer dan bij T. rex met tweeënzestig tot zesenzeventig procent van de lengte van het tweede middenhandsbeen tegenover achtenvijftig procent bij de Amerikaanse vorm. Het derde middenhandsbeen is mede hierdoor korter dan het eerste en ligt nauw tegen de bovenste schacht van het tweede aan; het is rudimentair en draagt geen vinger meer. Hoewel klein zijn de kootjes van de vingers robuust met scharniergewrichten. De formule van de vingerkootjes is 2-2-0-0-0. De handklauwen zijn net als bij T. rex tamelijk stomp, zij het smaller dan de voetklauwen.

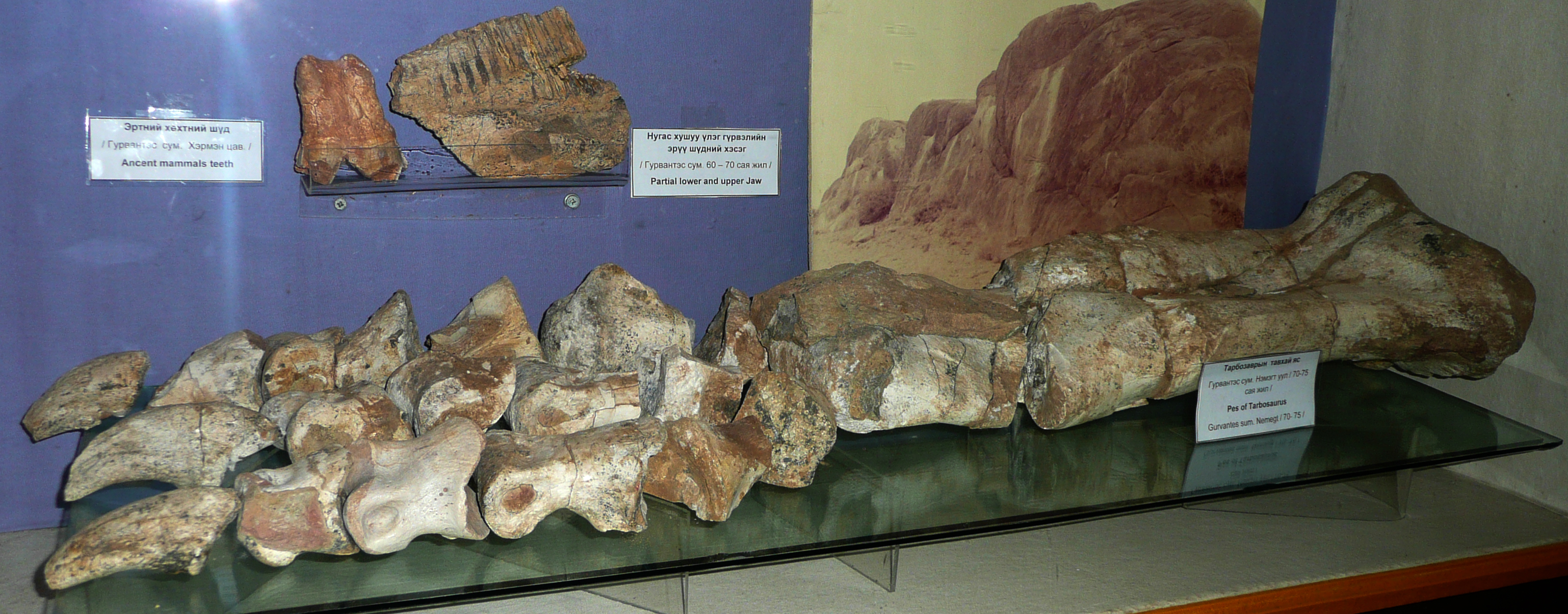
Een authentieke voet van Tarbosaurus waarbij echter per abuis de gebroken middenvoet omgekeerd is neergelegd zodat de achterkant zichtbaar wordt

In het bekken is het darmbeen van Tarbosaurus met dat van T. rex vergeleken wat lager, iets wat de grote lengte ervan nog meer doet opvallen. De beide darmbeenderen, links en rechts, liggen middenin zo dicht bijeen dat ze elkaar haast raken. De afhangende lob aan het voorblad is aan de basis niet zo ingesnoerd als bij T. rex en mist de extra kleine inkeping in de bovenste hoek. Het blad heeft boven het heupgewricht een verticale richel. Het achterblad, langer dan het voorblad, is recht afgeschuind maar loopt bij Tarbosaurus door geringere hoogte ervan meer taps toe. Het aanhangsel voor het schaambeen is groot, langer in de lengterichting dan overdwars breed, en heeft een holle voorkant. Het schaambeen zelf, vrij lang en schuin naar beneden gericht, eindigt in een grote 'voet' met even lange voorste en achterste uitsteeksels maar die is lang niet zo ontwikkeld als bij T. rex waar de voet soms anderhalfmaal de schachtlengte bedraagt. De 'voet' is overdwars nauw. De normale doorboring van het lichaam van het schaambeen, het foramen obturatum, is naar beneden open zodat een inkeping ontstaat. De beide schachten van de schaambeenderen zijn over hun onderste twee derden nauw aaneen gedrukt, zonder een voorste foramen pubicum. De slanke staafvormige schacht van het zitbeen is meestal verticaler georiënteerd en minder naar beneden gekromd dan bij T. rex; bij sommige exemplaren kaarsrecht. De schacht heeft voor bovenaan een vrij hoog en driehoekig uitsteeksel, de processus obturatorius die onderaan overgaat in een plaatvormige richel
In het dijbeen is boven aan de voorste beenstijl, de trochanter minor door een diepere kloof gescheiden van de achterste beenstijl, de trochanter major, en vormt geen van de voorkant van de schacht uitspringende vleugel. De vierde trochanter op de achterste schacht, het aanhechtingspunt voor de pees van de grote retractorspier van de staart, de musculus caudofemoralis longus die het dijbeen naar achteren trekt, is vrij hoog geplaatst. In het onderbeen is de bovenkant van het kuitbeen vrij vlak, zonder naar voren af te lopen als bij T. rex. In de voet is de middenvoet relatief lang en arctometatarsaal: het derde middenvoetsbeen, het middelste en verreweg langste van de drie dragende elementen van de middenvoet, wordt bovenaan toegeknepen door het twee en vierde zodat het van de voorkant van de metatarsus gedrongen wordt; aan de achterkant komt het wel aan het oppervlak. De arctometatarsus die zo gevormd wordt, is bovenaan niet vergroeid. Het derde middenvoetsbeen heeft aan de bovenste zijde een halvemaanvormige doorsnede. De tenen zijn kort met vrij kleine voetklauwen.

### Weke delen
Van de weke delen van Tarbosaurus is weinig bekend: er zijn geen resten van interne organen aangetroffen. De pneumatisering van de beenderen vormt een sterke aanwijzing dat Tarbosaurus warmbloedig was, waarbij de ademhaling ondersteund werd door luchtzakken die de lucht steeds in één richting door de longen pompten. Dat maakt het weer waarschijnlijk dat de jongen een primitief verenkleed bezaten. De volwassen dieren hadden dat gezien hun omvang niet strikt nodig om warm te blijven, hoewel er een tyrannosauroïde soort bekend is, Yutyrannus, waarbij op grote exemplaren zo'n lichaamsbedekking wel degelijk is aangetroffen. Van Tarbosaurus zijn echter huidafdrukken bekend die schubben tonen: specimen MPD107/6A bezat op de romp kleine niet-overlappende schubben met een diameter van 2,4 millimeter. Voetafdrukken die aan Tarbosaurus zijn toegeschreven, tonen ook schubben. In 1997 meldde Carpenter zelfs de afdruk van schubben onder de nek van een exemplaar die volgens hem aantoonden dat er een keelzak of lel aanwezig was.

## Fylogenie
Malejew bracht in 1955 T. bataar en Tarbosaurus nog bij de Deinodontidae onder. Al snel zou deze groep bekend komen te staan onder de naam Tyrannosauridae. Tarbosaurus valt in de verschillende analyses uit als een nauwe verwant van Tyrannosaurus rex binnen de engere Tyrannosaurinae. Sommige onderzoekers kiezen er zelfs voor ze in een enkel geslacht Tyrannosaurus samen te brengen. Omdat T. rex erg variabel was, valt ook niet uit te sluiten dat beide vormen als ondersoort deel uitmaakten van een enkele populatie die over Noord-Amerika en Azië verspreid was. Daartegen spreekt echter dat Tarbosaurus uit oudere lagen bekend is: hij kan zelfs tijdens het laatste Campanien geleefd hebben, terwijl T. rex pas na het vroegste Maastrichtien opduikt. De echte Amerikaanse tijdgenoten van Tarbosaurus worden vertegenwoordigd door grote tyrannosauride soorten die bij Daspletosaurus ondergebracht zijn als Daspletosaurus sp. De precieze relatie van deze vormen met Tarbosaurus en Tyrannosaurus rex is onduidelijk. Volgens sommige onderzoekers is Daspletosaurus de directe voorouder van zowel Tyrannosaurus rex als Tarbosaurus. De exacte analyses wijzen er echter eerder op dat beide afstammen van een gemeenschappelijke voorouder die nog beneden Daspletosaurus torosus in de stamboom staat. In dat geval is het mogelijk dat een Aziatische populatie van Tarbosaurus zich ongeveer zeventig miljoen jaar geleden naar Amerika uitbreidde en daar de inheemse tyrannosauriden verdrong; T. rex kan dan zelfs de nakomeling van Tarbosaurus geweest zijn.
Een stamboom die de verwantschappen binnen de Tyrannosauridae weergeeft in een vorm waarin alle soorten aparte aftakkingen zijn en dus voorbijgegaan wordt aan de mogelijkheid van directe afstamming, toont het volgende kladogram:
|  | Albertosaurus |
|  |               |
|  | Gorgosaurus   |
|  |               |

| void | Daspletosaurus                                                                 |
|      | Daspletosaurus                                                                 |
|      | \| void \| Tarbosaurus \| \| \| Tarbosaurus \| \| \| Tyrannosaurus \| \| \| \| |
|      |                                                                                |
| void | Tarbosaurus                                                                    |
|      | Tarbosaurus                                                                    |
|      | Tyrannosaurus                                                                  |
|      |                                                                                |

| void | Tarbosaurus   |
|      | Tarbosaurus   |
|      | Tyrannosaurus |
|      |               |

| void | Daspletosaurus                                                                 |
|      | Daspletosaurus                                                                 |
|      | \| void \| Tarbosaurus \| \| \| Tarbosaurus \| \| \| Tyrannosaurus \| \| \| \| |
|      |                                                                                |
| void | Tarbosaurus                                                                    |
|      | Tarbosaurus                                                                    |
|      | Tyrannosaurus                                                                  |
|      |                                                                                |

| void | Tarbosaurus   |
|      | Tarbosaurus   |
|      | Tyrannosaurus |
|      |               |

|  | Albertosaurus |
|  |               |
|  | Gorgosaurus   |
|  |               |

| void | Daspletosaurus                                                                 |
|      | Daspletosaurus                                                                 |
|      | \| void \| Tarbosaurus \| \| \| Tarbosaurus \| \| \| Tyrannosaurus \| \| \| \| |
|      |                                                                                |
| void | Tarbosaurus                                                                    |
|      | Tarbosaurus                                                                    |
|      | Tyrannosaurus                                                                  |
|      |                                                                                |

| void | Tarbosaurus   |
|      | Tarbosaurus   |
|      | Tyrannosaurus |
|      |               |

| void | Daspletosaurus                                                                 |
|      | Daspletosaurus                                                                 |
|      | \| void \| Tarbosaurus \| \| \| Tarbosaurus \| \| \| Tyrannosaurus \| \| \| \| |
|      |                                                                                |
| void | Tarbosaurus                                                                    |
|      | Tarbosaurus                                                                    |
|      | Tyrannosaurus                                                                  |
|      |                                                                                |

| void | Tarbosaurus   |
|      | Tarbosaurus   |
|      | Tyrannosaurus |
|      |               |

## Levenswijze

### Leefgebied

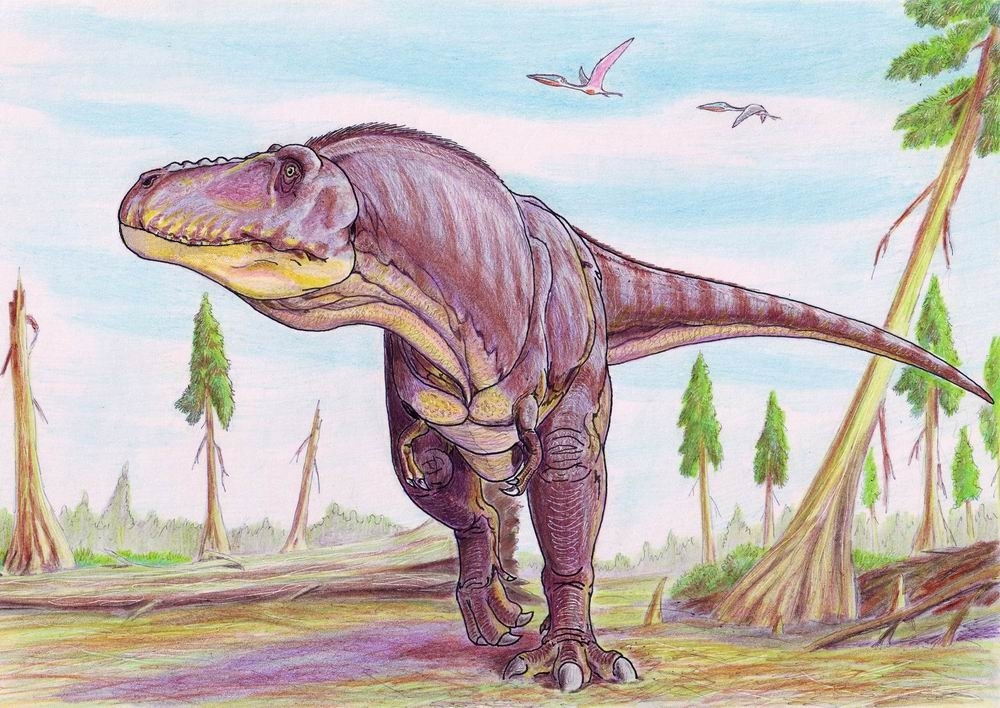
Tarbosaurus liep rond in een landschap begroeid met open bossen

Het gebied van het huidige Mongolië maakte in het Laat-Campanien een wat nattere periode door, zodat het van een woestijn veranderde in een landschap met open bossen. Desalniettemin was het klimaat heet met een duidelijk droog seizoen.
Tarbosaurus was in de Nemegt het enige bekende grote roofdier en dus de apexpredator van zijn leefgebied. Andere aanwezige roofsauriërs, zoals Adasaurus, Bagaraatan en verschillende Troodontidae (Borogovia, Tochisaurus, Saurornithoides), waren veel kleiner. In zijn habitat leefde een groot aantal planteneters die als prooidieren in aanmerking kwamen. De jongere en snellere exemplaren van Tarbosaurus joegen waarschijnlijk op Euornithopoda als Saurolophus en Barsboldia. Voor de grootste individuen van Amerikaanse tyrannosauriden wordt vaak aangenomen dat ze hun aanzienlijke bijtkracht inzetten om gehoornde Ceratopidae te doden. Die zijn echter in de Nemegt nog niet aangetroffen. Hurum veronderstelde daarom dat door Tarbosaurus Sauropoda als Nemegtosaurus en Opisthocoelicaudia bejaagd werden. De structuur van de schedel van Tarbosaurus die beter ingericht was voor het opvangen van een horizontale kracht — uitgeoefend door de inslag op het gigantische sauropodenlijf — dan voor het uitoefenen van een zo krachtig mogelijke verticale beet, zou daar een aanpassing voor zijn. Vooral de achterste uitgroei van het bovenkaaksbeen en de stevige verbinding daarmee met het traanbeen zou daarop wijzen. Daarentegen zou het vlakkere bovenkaaksprofiel en het ontbreken van een verstarde verbinding tussen neusbeenderen en voorhoofdsbeenderen aantonen dat, anders dan bij T. rex, verticale bijtkrachten niet naar achteren konden worden overgebracht. Ook het stijvere zijgewricht in de onderkaak is in deze denkwijze een aanwijzing voor een verminderd belang van een diepere beet. Volgens Hurum waren deze verschillen zo groot dat de vele overeenkomsten tussen Tarbosaurus en Tyrannosaurus rex weleens het gevolg zouden kunnen zijn geweest van een toevallige parallelle evolutie in plaats van te wijzen op een nauwe verwantschap; hij was dan ook een aanhanger van de hypothese dat de Noord-Amerikaanse en de Aziatische tyrannosaurinen aparte takken vormden. Een goed bijtvermogen zou voor Tarbosaurus desalniettemin toch wel nuttig geweest zijn en wel voor het aanvallen van gepantserde dinosauriërs zoals Tarchia. Behalve door een bepantsering konden prooidieren zich tegen Tarbosaurus verdedigen door een hoge snelheid, een aanpassing die Ornithomimosauria als Anserimimus en Gallimimus kenmerkt. Ondanks zijn aanzienlijke omvang werd Tarbosaurus door twee theropoden in de Nemegt in grootte geëvenaard of zelfs overtroffen: Therizinosaurus en Deinocheirus. Dit waren echter geen roofdieren maar planteneters die Tarbosaurus afweerden met hun reusachtige handklauwen.

### Intelligentie
Reeds Malejew onderzocht in 1965 het brein van Tarbosaurus, toen hij een gipsen afgietsel liet maken van de rechterhersenpan van specimen PIN no. 553-3/1. In 2007 publiceerde Sergej Saweliew een nieuwe studie van hetzelfde exemplaar waarbij hij echter gebruik maakte van het modernere polyurethaan wat een veel gedetailleerder oppervlak opleverde. De geschatte herseninhoud was 184 cm³. De optische centra waren matig ontwikkeld en slecht verbonden, zodat Saweliew betwijfelde of er enige mate van binoculair zicht mogelijk was. Wel was er een zesde hersenzenuw aanwezig die de spieren bestuurde die de oogbal naar achteren trokken zodat het totale gezichtsveld 270 à 320° besloeg. Smaak en reuk waren echter uitstekend ontwikkeld en ook het gehoor moet goed geweest zijn. De nervus vagus of tiende hersenzenuw die de organen van de romp controleert, was het dikst van allemaal wat duidt op een goed vermogen het lichaam snel te activeren voor aanval of verdediging. Saweliew concludeerde uit dit alles dat Tarbosaurus voornamelijk op de reuk joeg, ondersteund door het gehoor. Uit de hersenstructuur waren ook zekere gevolgtrekkingen te maken over het sociale gedrag. De vomeronasale kwabben van de reuklobben waren met name goed ontwikkeld en deze reguleren het seksuele gedrag. Tarbosaurus zou dus een complexe wijze van voortplanting gekend kunnen hebben. Het goede hoorvermogen wijst wellicht op een zeker communicatie binnen de soort door middel van geluiden. Saweliew vond dat de hersenen van Tarbosaurus in detail nogal afweken van die van Tyrannosaurus rex. Zo was bij die laatste soort de nervus trigeminus meer naar voren gelegen en deelde de elfde hersenzenuw een zenuwkanaal met de nervus vagus. Zulke verschillen waren volgens hem een aanwijzing dat beide taxa niet bijzonder nauw verwant waren.

### Voortplanting

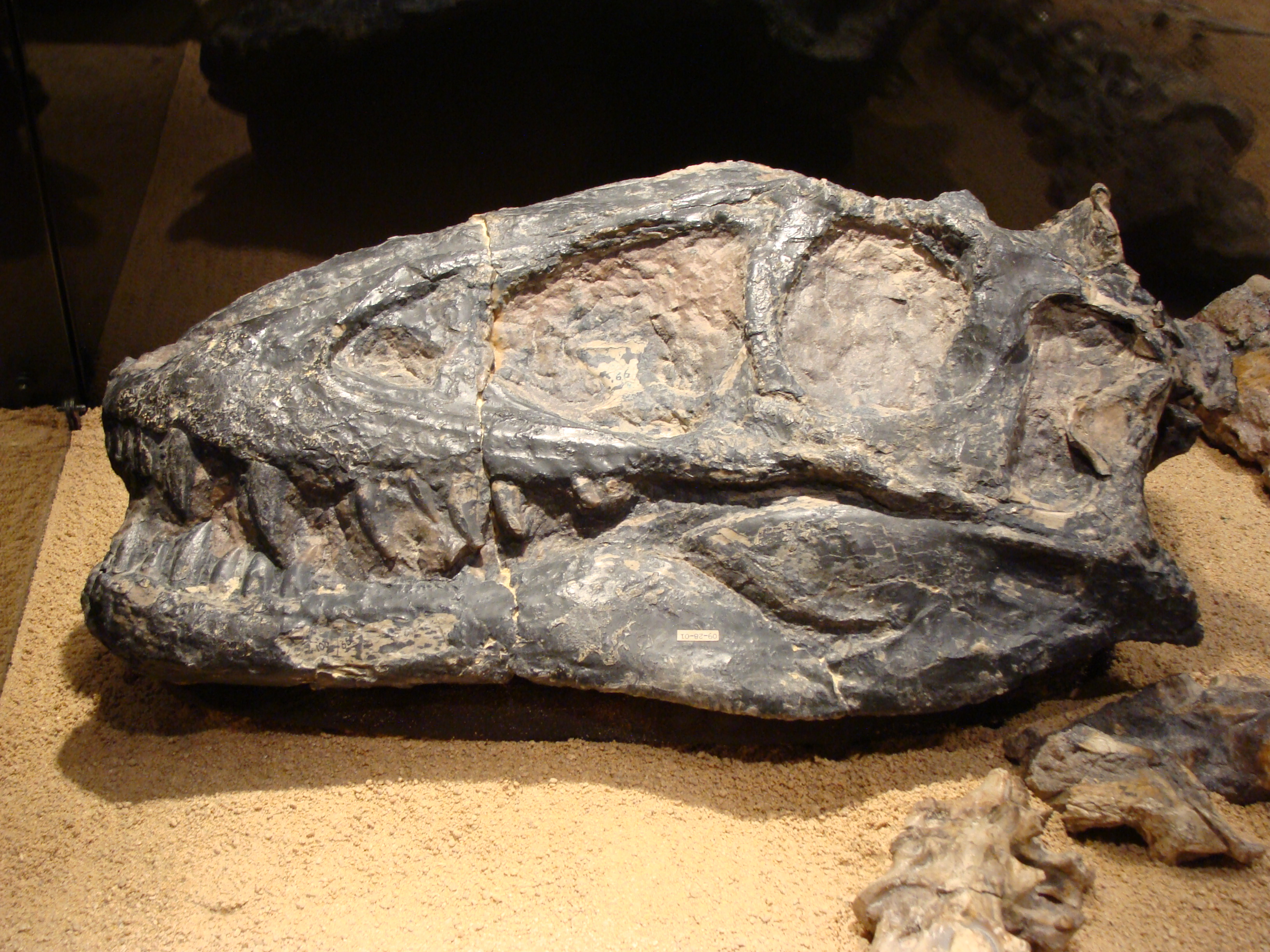
De schedel van een jong dier

Over de voortplanting van Tarbosaurus is weinig bekend. Er zijn nesten en zelfs embryo's van de soort gemeld maar de identiteit daarvan is nooit bevestigd; het is dus onduidelijk of ze werkelijk aan Tarbosaurus toebehoren of aan een andere grote theropode.

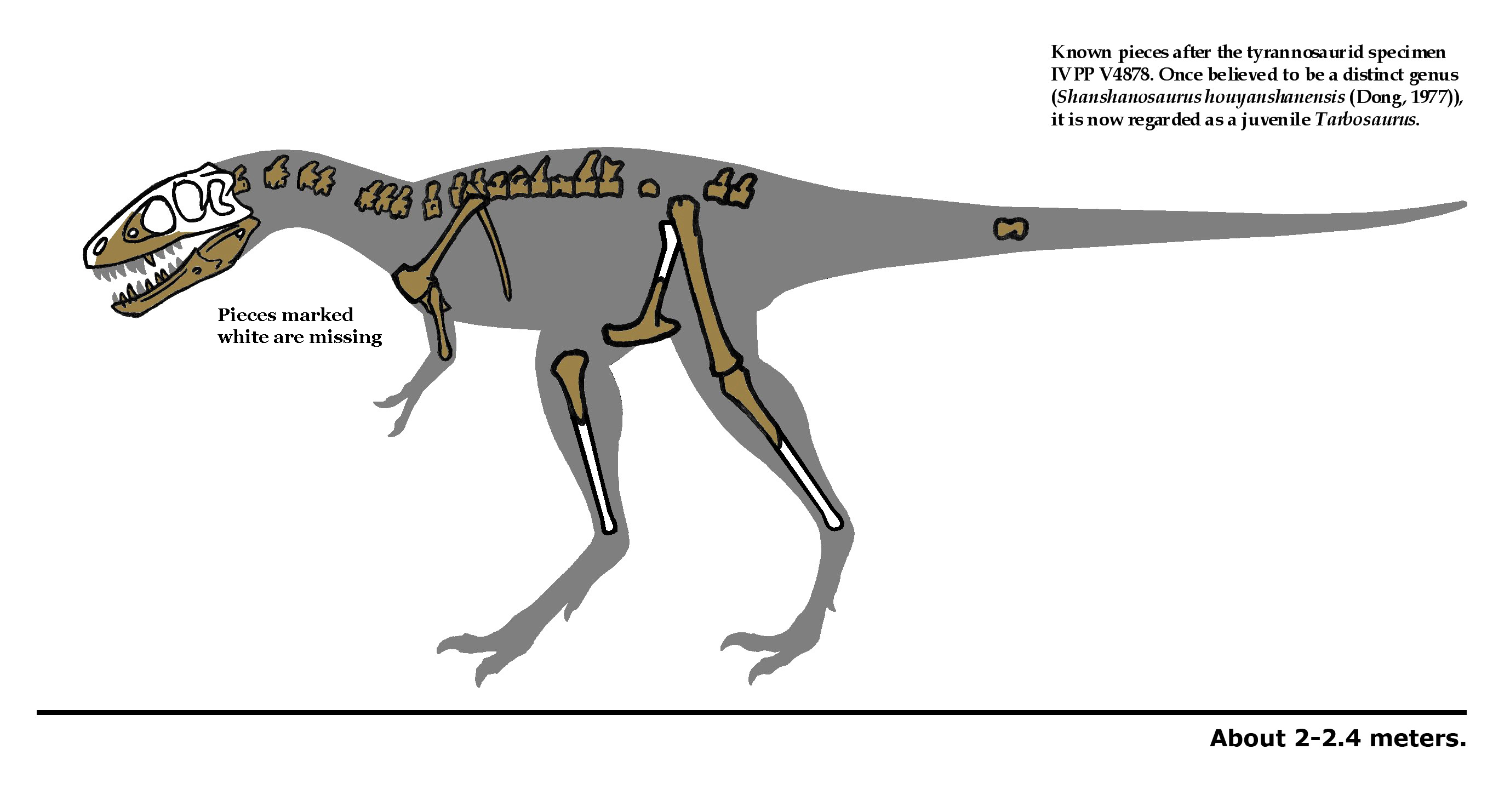
De bewaarde delen van IVPP V4878 in het oker

In 2011 beschreef Takanobu Tsuihiji specimen MPC-D 107/7, een vrij gaaf skelet van een twee tot drie jaar oud jong. Hieruit konden de veranderingen tijdens de groei, de ontogenie, worden afgeleid. Een duidelijk verschil met juveniele exemplaren van Tyrannosaurus rex was dat het jong geen verlengde fenestra antorbitalis had, een holle in plaats van rechte onderkant van de oogkas, gevormd door het jukbeen, en geen pneumatisch foramen in de opgaande tak van het quadratojugale. Het jonge dier miste nog de versterkingen en vergroeiingen in de schedel die voor een vergrote bijtkracht zorgden. De schedel was bovenop glad en de schedelbeenderen overdwars tamelijk dun. Schedel en onderkaak waren platter en de neusbeenderen waren niet gewelfd. De tanden waren meer afgeplat.
Bij Tyrannosaurus rex wordt aangenomen dat de grootste dieren tandposities verloren om ruimte te scheppen voor dikkere tanden. Bij MPC-D 107/7 echter valt het aantal van dertien maxillaire en veertien (links) en vijftien (rechts) dentaire tanden binnen de normale variatie van volwassen dieren. Dit achtte Tsuihiji een sterk argument dat Alioramus, die veel meer tanden heeft met een formule van 4/17:20, een apart taxon vormde in plaats van een jong van Tarbosaurus. Raptorex daarentegen zou een jong van Tarbosaurus kunnen zijn geweest en zou zich, zelfs als het een aparte soort vertegenwoordigt, vermoedelijk in de Tyrannosauridae bevinden; het wijkt slechts in sommige details van MPC-D 107/7 af. Dit laatste exemplaar bleek namelijk bij het uitvoeren van een kladistische analyse buiten de tyrannosauriden te vallen doordat de juveniele kenmerken, die lijken op die van de voorouders, een te basale positie in de stamboom veroorzaakten. Door eenzelfde systematische fout zou dan indertijd Raptorex te laag geplaatst zijn, als een basale tyrannosauroïde. Specimen IVPP V4878 zou een jong van Tarbosaurus betreffen.